# John Dewey
Pour les articles homonymes, voir Dewey.
Vous lisez un « article de qualité » labellisé en 2013.
John Dewey (prononcé [ˈdjuːi]), né le 20 octobre 1859 à Burlington (État du Vermont) et mort le 1er juin 1952 à New York (État de New York) est un philosophe et psychologue américain, une des figures majeures de l'école philosophique américaine du pragmatisme fondée par Charles Sanders Peirce et William James.
John Dewey est également connu pour ses nombreux essais, articles traitant de la pédagogie.
John Dewey est aux États-Unis la tête de proue de l'éducation nouvelle.
Son épistémologie est d'abord de type instrumentaliste. Illustrant sa volonté de rompre avec la philosophie antique qu'il voit comme plus ou moins liée à la classe dominante, pour en faire un instrument de transformation collective et délibérative du monde. Le principal moyen envisagé par Dewey à cette fin est ce qu'il nomme la « théorie de l'enquête », qui refonde la logique et dans le cadre de laquelle les théories philosophiques traditionnelles sont alors vues comme des moyens de fournir des hypothèses à tester.
John Dewey participe également, en parallèle avec le nouveau libéralisme anglais, à la constitution d'un « social-libéralisme » dont il se situe à l'aile gauche, à la fois égalitariste et libertaire. Pour lui l'individu n'est pas un être isolé, mais vit en interaction à sa société environnante. Cette thèse marque sa philosophie politique comme en témoigne l'importance donnée à l’espace public, et la régulation des conséquences des transactions et interactions entre individus, régulation qu'il ne tient pas comme allant de soi, mais comme résultant de l'« enquête », mais aussi du conflit, de la délibération et de la persuasion. Sa philosophie politique vise aussi, et peut-être surtout, le développement de l'individualité, c'est-à-dire de la réalisation de soi à travers la démocratie, conçue non pas comme une forme de gouvernement, mais comme une participation des individus à l'action collective et comme Ethos ou culture.
Enfin, sa pédagogie, étroitement liée à son idéal démocratique, vise à donner aux étudiants les moyens et le caractère nécessaires pour participer activement à la vie publique et sociale.

## Biographie

### Jeunesse et formation

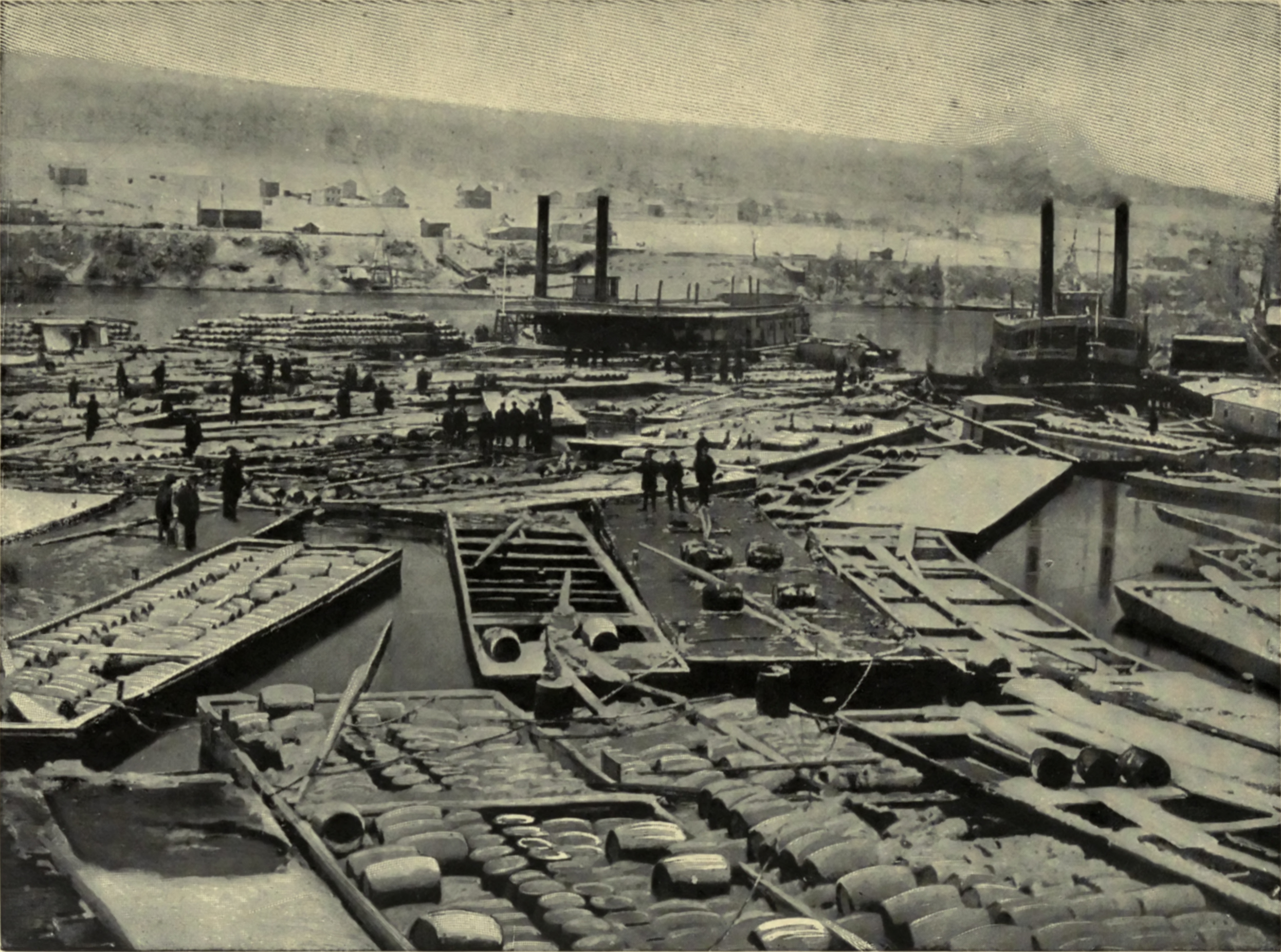
Transport de pétrole à Oil City en Pennsylvanie en 1864. Dewey a enseigné dans cette ville vers 1880.

John Dewey est né à Burlington dans le Vermont, au sein d'une classe moyenne d'origine flamande. Il est le fils d'Archibal Sprague Dewey, homme d'affaires, et de Lucina Artemisia Rich Dewey, une évangéliste fervente. Il a un grand frère Davis Rich Dewey, économiste et un plus jeune frère, Charles Miner Dewey. Les parents de John étaient très différents l'un de l'autre : alors que son père était imprégné de l'expansion commerciale et économique, sa mère était plus préoccupée par le développement intellectuel, le service public et les valeurs morales.
Comme son ainé, Davis Rich Dewey, il étudie à l'université du Vermont (Phi Beta Kappa), d'où il sort diplômé en 1879. L’intérêt de Dewey en tant qu’étudiant se situait principalement dans le domaine de la philosophie politique et sociale, un cours enseigné par Matthew Buckham, mais également dans le domaine de la philosophie mentale et morale, enseigné par Henry Augustus Pearson Torrey (en).

### Carrière
Une fois diplômé, John Dewey enseigne pendant deux ans dans des classes du primaire et secondaire à Oil City en Pennsylvanie. Pendant son temps libre, il poursuit son projet de lecture des classiques de la philosophie. Cette étude de la philosophie est soutenue par des cours particuliers de philosophie classique enseignés par son ancien professeur, H.A.P. Torrey. C’est, par ailleurs, ce dernier qui a encouragé Dewey à faire de la philosophie la carrière de sa vie.
Dewey a presque 23 ans lorsqu’il poursuit ses études à l’université Johns-Hopkins en septembre 1882. Parmi les professeurs ayant eu une influence sur lui, on retrouve le philosophe et enseignant George Sylvester Morris qui lui fait découvrir Hegel, et par G. Stanley Hall, un philosophe et psychologue qui dirige sa thèse. Paradoxalement, alors qu'à cette époque Charles S. Peirce enseigne à cette université, il ne se lie pas à lui et ne découvre le pragmatisme de Peirce que vingt ans plus tard. Dewey obtient son Ph.D (doctorat) de l'université Johns-Hopkins en 1884 avec une thèse non publiée et perdue, intitulée The Psychology of Kant. Il est nommé assistant à l'université du Michigan (1884-1888 et 1889-1894), grâce à George Sylvester Morris.

#### Les années à l'université du Michigan
En septembre 1884, Dewey commence à travailler en tant que professeur de philosophie à l’université du Michigan. Dewey a pris en charge les cours de psychologie et de philosophie. Il poursuit ses recherches en psychologie et il a l’idée de réunir la nouvelle psychologie et le néo-hégélianisme en un seul système de pensée qu’on retrouve dans son livre Psychology, paru en 1887. Ce sont pendant ses premières années dans le Michigan, que commence l’intérêt de Dewey pour l’enseignement primaire et secondaire. Il recherche alors une théorie de l’éducation qui viendrait concilier les exigences de l’éducation, de la psychologie et de la philosophie.
En 1888, Dewey est nommé professeur de philosophie mentale et morale à l’université du Minnesota mais son professorat ne dure que six mois. En effet, à la mort de G.S. Morris en mars 1889, Dewey retourne à l’Université du Michigan où il sera élu au poste précédemment occupé par Morris, à savoir au poste de directeur du département de philosophie. Au cours de sa deuxième période au Michigan, influencé par la biologie darwinienne et la psychologie fonctionnelle de William James, Dewey commence à s’éloigner de l’hégélianisme pour se rapprocher de l’instrumentalisme. Ce changement de pensée se reflète notamment dans deux ouvrages : « Outlines of a Critical Theory of Ethics » et « The Study of Ethics ».
Dewey développe l’idéalisme expérimental selon lequel, la seule façon pour l’individu d’acquérir la connaissance de la Réalité, ou de la Vérité, c’est par l’action et l’expérimentation. Selon Dewey, la science est un facteur d’organisation et d’intégration de la société. Le changement de pensée est également accompagné d’un changement d’intérêt : les intérêts sociaux absorbent ses intérêts religieux et la préoccupation pour la démocratie remplace sa préoccupation pour l’Église.

#### Les années à l'université de Chicago
En 1886, il se marie avec Alice Chipman Dewey (en), une femme d'une grande force de caractère. Ils ont six enfants. Cette union lui donne « punch et substance ». Influencé par les idées progressiste de sa femme, il abandonne le conservatisme de sa jeunesse ainsi que le calvinisme de sa mère, une évangélique fervente. En 1894, Dewey rejoint la nouvelle université de Chicago et, influencé par le livre de William James, Principles of Psychology, abandonne l'idéalisme pour se rapprocher du pragmatisme. Durant ces années à l'université, il publie quatre essais sous le titre collectif de Thought and its Subject-Matter , dans un ouvrage rassemblant également des essais de ses collègues de Chicago, dont le titre collectif est Studies in Logical Theory (1903). Il dirige le département de philosophie, de psychologie et d'éducation et fonde l'University of Chicago Laboratory Schools où il peut tester ses idées en pédagogie, idées qu'il expose dans une série d'articles rassemblés dans son œuvre principale en matière d'éducation : The School and Society (1899). En 1899, il est élu président de l'Association américaine de psychologie.
Pendant ses années à Chicago, Dewey se dissocie de plus en plus de la religion organisée[Quoi ?] pour la remplacer avec l’intérêt pour les questions éducatives et sociales. Dewey appartenait à la Chicago Civic Federation (en), un comité progressiste qui rassemblait de nombreux professeurs d’universités et qui réalisait des études sur les aspects politiques, éducatifs, moraux, philanthropiques et de santé publique de la vie de la ville. En outre, Dewey entretient des relations étroites avec la Hull House, fondée en 1889 par Jane Addams. Il s’agit d’un des plus célèbres établissements sociaux des grandes villes à cette époque. Il s’agissait d’un lieu de rencontre populaire pour les personnes aux opinions sociales diverses et ce sont ces contacts qui ont approfondi et affiné les idées propres de Dewey.
Des désaccords avec l'administration de l'université le conduisent à démissionner de son poste. En 1904, alors qu'il visite l'Europe avec sa famille, un de ses fils, Gordon, meurt en Irlande de la fièvre typhoïde. C'est le second fils qu'ils perdent ainsi, et même si, durant le séjour en Italie, ils adoptent un enfant du même âge, Dewey et sa femme ne s'en remettent jamais vraiment,. À partir de 1905, et jusqu'à son décès, il est professeur de philosophie à la fois à l'université Columbia à New York et au Teachers College de l'université Columbia.

#### Maturité et postérité

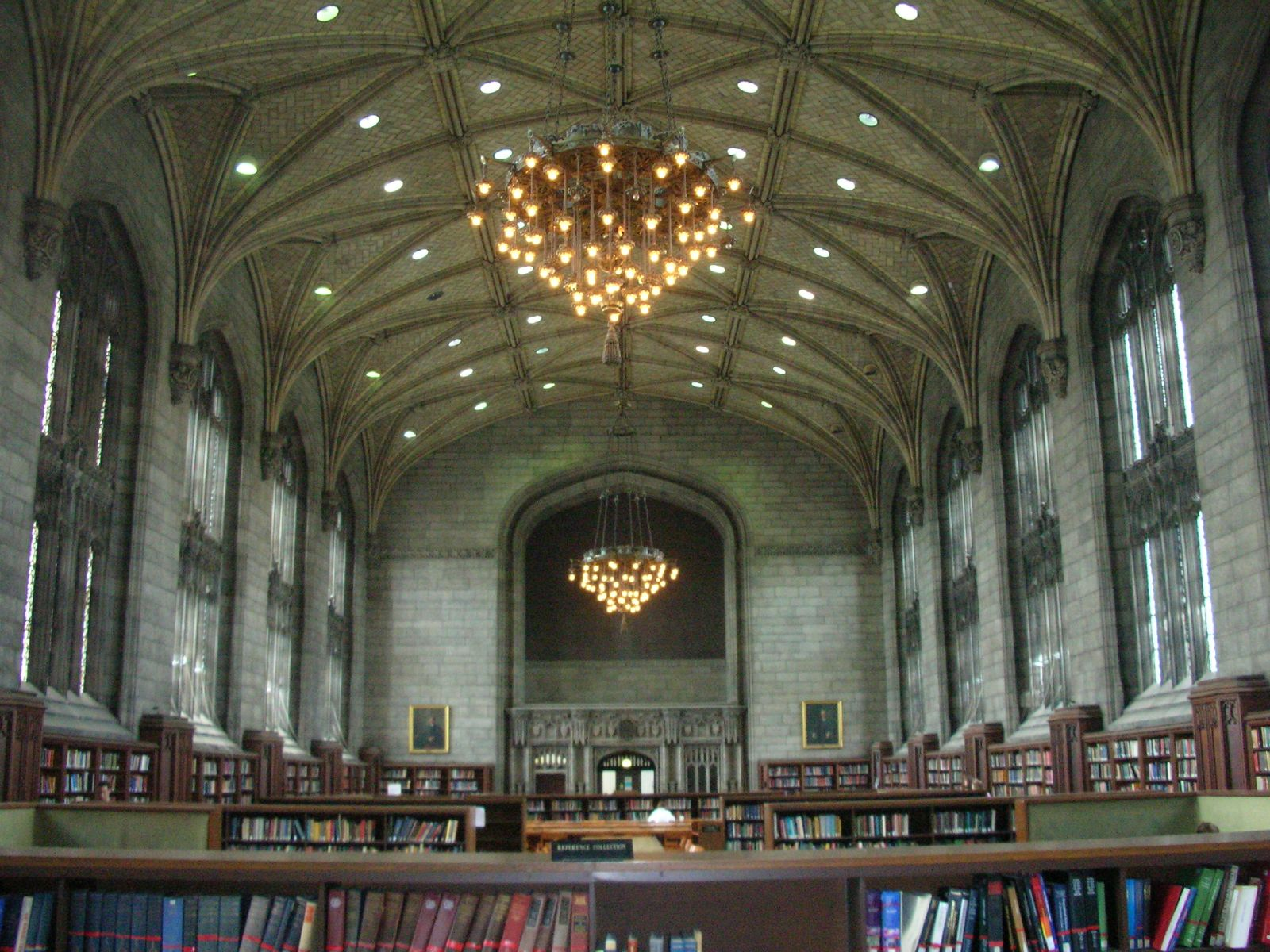
Bibliothèque Harper de l'université de Chicago. Harper est le président de cette université à l'époque où Dewey y enseigne.

Dewey considère que sa période de maturité commence avec son article The Need for a Recovery of Philosophy (1917) publié au sein de l'ouvrage Creative Intelligence, Essays in the Pragmatic Attitude, dans lequel il insiste pour que la philosophie s'occupe d'abord des problèmes de l'homme et moins de ce qu'il appelle des pseudo-problèmes (comme l'épistémologie et la métaphysique). La période de l'entre-deux-guerres est particulièrement féconde ; en dépit de la mort de son épouse en 1927. Il écrit de nombreux ouvrages importants : Reconstruction in Philosophy (1919 ; traduit en français sous le titre : Reconstruction en philosophie, 2012), Human nature and conduct (1922), Experience and Nature (1925 ; en français : Expérience et Nature, 2012), The Quest for Certainty (1929), Art as Experience (1934 ; en français : L'Art comme expérience, 2005), A Common Faith (1934)), Logic: The Theory of Inquiry (1938 ; en français : Logique : la théorie de l'enquête, 1967) ou encore Theory of Valuation (1939).
Durant cette période, il écrit aussi des ouvrages plus tournés vers la philosophie politique : Le Public et ses problèmes (1927) écrit pour partie en réponse à Walter Lippmann, Individualism Old and New (1930), Liberalism and Social Action (1935 ; en français : Après le libéralisme) et Freedom and Culture (1939 ; en français : Liberté et culture). En plus de ses livres, il écrit dans des journaux, tels que The New Republic, et participe à la vie publique. Politiquement, il soutient lors des élections présidentielles Theodore Roosevelt en 1912 et le sénateur Robert M. La Follette en 1924. Plus tard, il s'oppose au communisme soviétique et à ses affiliés. Sur l'échiquier politique, on le classe à l'aile gauche du New Deal de Franklin Delano Roosevelt. Durant cette époque, il voyage notamment au Japon et en Chine (1919-1921), en Turquie (1924), au Mexique (1926) et en URSS (1928). Il écrit à la suite de ce voyage Impressions of Soviet Russia and the Revolutionnary World.
En 1946, John Dewey épouse en secondes noces Roberta Lowitz Grant (1904-1970), et ils adoptent deux enfants, orphelins de guerre. Il meurt en 1952, à 92 ans.
Si durant sa maturité il jouit d'une grande influence, celle-ci disparaît très rapidement après sa mort en 1952 alors que, dès la fin de la Seconde Guerre mondiale, sa philosophie est supplantée par la philosophie analytique. Toutefois, cette éclipse est brève et sa pensée connaît assez rapidement un regain d'intérêt notamment à travers les œuvres de Richard Rorty, Richard J. Bernstein, de Charles Taylor et de Jürgen Habermas, qui développent une approche de la démocratie dont il peut être vu comme un des précurseurs.

#### Ses engagements

##### Engagements humanistes
Dewey participe à de nombreuses activités humanistes des années 1930 aux années 1950. Il siège au conseil de la First Humanist Society of New York (en) (1929) et fait partie des 34 signataires du premier Manifeste humaniste (1933), puis il est élu en 1936 membre honorifique de l'Association de la presse humaniste. Dans un article intitulé « What Humanism Means to Me » publié dans l'édition de juin 1930 de Thinker 2, il définit ainsi son humanisme : « Ce que l'humanisme signifie pour moi est une expansion, et non une contraction, de la vie humaine, une expansion dans laquelle la Nature et la science de la nature sont faites servantes consentantes du bien humain ».

##### Engagements politiques et sociaux

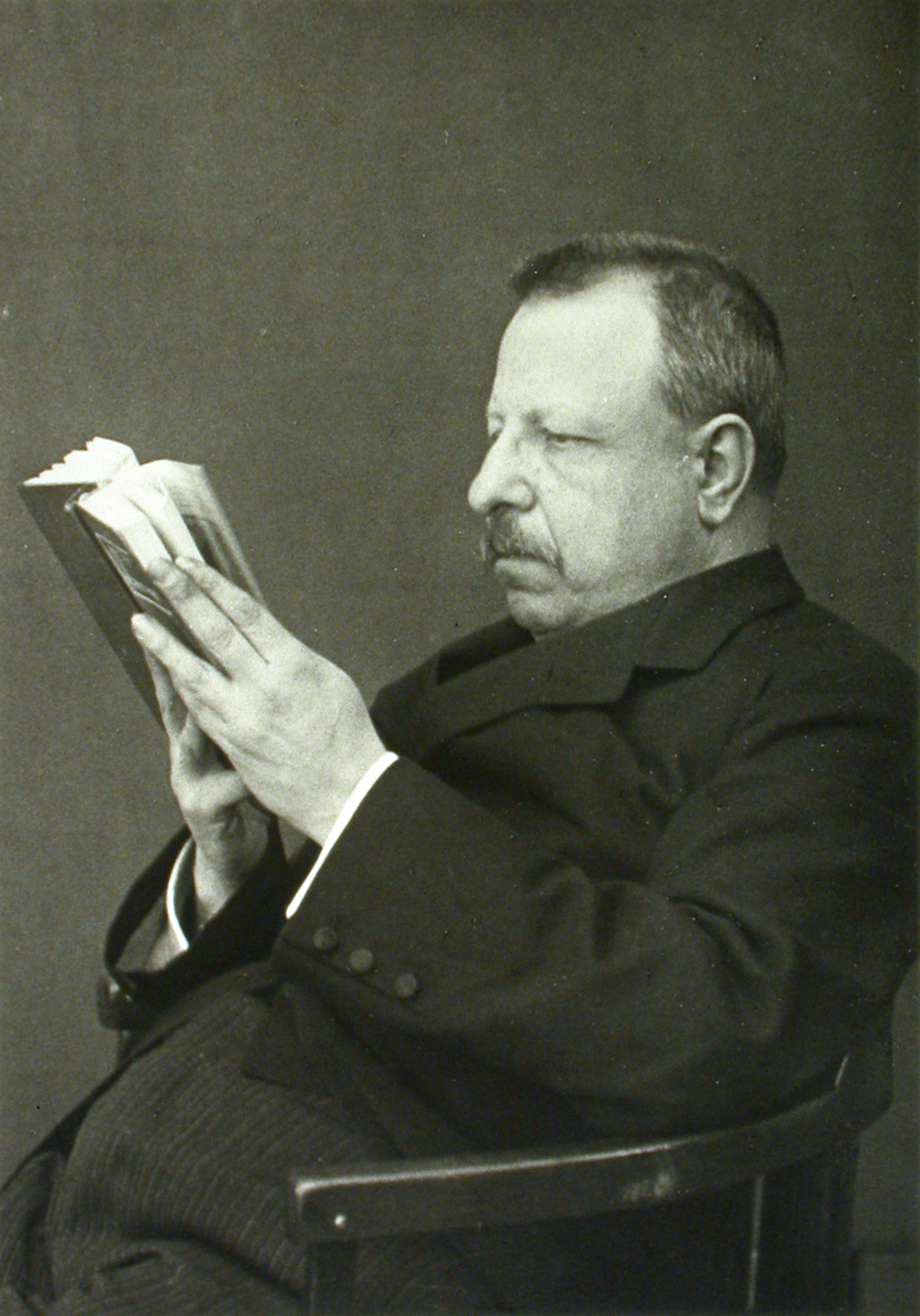
Benedetto Croce, philosophe, historien et homme politique libéral italien, membre comme John Dewey du Congrès pour la liberté de la culture.

Dewey adhère en 1935, en même temps qu'Albert Einstein et Alvin Johnson, à la section américaine de la Ligue internationale pour la liberté académique[Quoi ?].
En 1936, Il est à la tête de la Dewey Commission (en) chargée d'enquêter sur les accusations portées par Joseph Staline à l'encontre de Léon Trotski. Lors d'une réunion en 1938 à Mexico, cette commission conclut à la non-pertinence des arguments de Staline. En 1950, Bertrand Russell, Benedetto Croce, Karl Jaspers et Jacques Maritain se mettent d'accord pour porter Dewey à la présidence honorifique du Congrès pour la liberté de la culture.

##### Engagement en matière pédagogique
John Dewey est un des fondateurs du Michigan Schoolmaster's Club ainsi que de l'University of Chicago Laboratory Schools. Parmi ses écrits sur la pédagogie, certains sont notables : The School and Society (1899 ; traduction française : L'École et la société), How We think (1916 ; traduction française : Comment nous pensons), Democracy and Education (1916 ; traduction française : Démocratie et éducation) ou encore Experience and education (1938). Au départ, il conçoit l'école comme un élément-clé de la démocratie avant de revoir un peu son rôle à la baisse et de la considérer comme un élément parmi d'autres. Selon Gérard Deledalle, Dewey est à l'origine du fonctionnalisme en psychologie.
Sa méthode repose sur le « hands-on learning » (« apprendre par l'action ») où le maître est un guide et où l'élève apprend en agissant. Cette méthode est attaquée d'une part par les tenants d'une méthode « centrée sur les programmes » et d'autre part par ceux d'une méthode idéaliste « centrée sur l'enfant ». Pour Dewey, ces deux méthodes antagonistes reposent sur un dualisme entre l'expérience et les matières enseignées, dualisme qu'il récuse.
À la création de la Progressive Education Association (en) en 1919, John Dewey refuse tout d'abord d'en faire partie, puis accepte d'en être le président en 1926, et le reste jusqu'à la fin de sa vie.

#### Les étapes de la pensée de Dewey

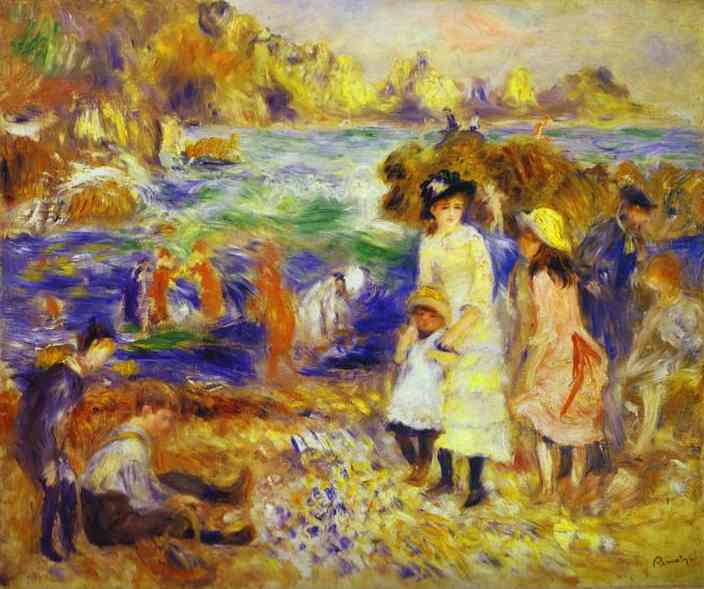
Auguste Renoir, Enfants sur la plage de Guernesey (1883). La Fondation Barnes est une institution où Dewey a donné des conférences sur l'art, regroupées plus tard sous le titre Art as Experience (1934).

Pour Gérard Deledalle, dans sa jeunesse, Dewey a été influencé par Hegel et par Charles Darwin et il serait possible de dire « que l'histoire de la pensée de Dewey est la chronique d'un long effort pour réconcilier Darwin et Hegel ». Si Darwin l'a conduit à se soucier de l'expérience, Hegel l'a préservé de l'empirisme.
Jusque vers les années 1891, ses écrits sont très marqués par l'idéalisme de George Sylvester Morris. À partir de 1894 et de son Study of Ethics, l'instrumentalisme de Dewey commence à s'exprimer en partie en lien avec l'éducation de ses enfants et en partie avec ses conversations avec George Herbert Mead.
En 1905, à son arrivée à l'université Columbia, Dewey s'engage dans le courant pragmatique au sein duquel il défend une position instrumentaliste. En 1917, il fait paraître un recueil d'essais d'auteurs tels que H. C. Brown, Addison Webster Moore, George Herbert Mead, B. H. Bode, H. W. Stuart, J. H. Tufts, Horace Kallen et lui-même, intitulé Creative Intelligence, un ouvrage que Gérard Deledalle considère « comme le manifeste du groupe de philosophes qui, à la suite de Dewey, donnèrent au pragmatisme une interprétation instrumentaliste ». Les réflexions de Dewey sur l'expérience et l'expérimentation le conduisent alors à écrire deux livres que Gérard Deledalle estime importants : Experience and Nature (1925) et The Quest for Certainty (1929).
Durant sa période à Columbia, il rencontre aussi Albert Barnes, un grand collectionneur d'impressionnistes (notamment de tableaux d'Auguste Renoir) et de postimpressionnistes, ce qui l'amène à réfléchir sur l'art. Les conférences données à la Fondation Barnes sont publiées sous le titre Art as Experience (1934).

#### Les grands traits du projet philosophique de Dewey

##### Dewey et l'instrumentalisme
L'influence de Charles Darwin amène Dewey à « comprendre la pensée génétiquement, comme le produit d'une interaction entre un organisme et son environnement, et la connaissance comme ayant une instrumentalité pratique dans l'orientation et le contrôle de cette interaction »,. Son instrumentalisme prend naissance avec son article de 1896 The Reflex Arc Concept in Psychology, dans lequel il conteste l'idée qu'une prise de conscience découle de manière univoque d'une stimulation de l'environnement. Il voit dans cette façon de penser des réminiscences du dualisme corps/esprit. À cette façon passive de concevoir l'être humain, il oppose une vision plus active, reposant sur un processus d'interaction entre l'homme et son environnement. Il développe ce « naturalisme interactif » dans l'introduction des quatre essais Studies in Logical Theory dans lequel il lie instrumentalisme et pragmatisme en se référant à William James. C'est également dans cet ouvrage qu'il énonce les phases du processus de son concept d'« enquête » : situation problématique, recherche des données et des paramètres, phase réflexive d'élaboration des solutions et de tests de façon à trouver la solution qui convient. Pour lui, cette solution débouche non sur la vérité mais sur ce qu'il appelle l'« assertabilité garantie ». De 1906 à 1909, en parallèle avec William James, il s'interroge sur ce qu'est la vérité pour un pragmatiste.
John Dewey commence à appliquer les principes de l'instrumentalisme à la logique, dans son livre Essays in Experimental Logic (1916). Toutefois, pour Clarence Edwin Ayres, ce n'est que dans les Gifford Lectures, publiées sous le titre The Quest for Certainty, que Dewey expose clairement le but et la signification de la logique instrumentale. Celle-ci est d'abord évolutionniste et « constitue la première tentative sérieuse de commencer l'analyse de la pensée avec l'hypothèse que l'homme est une espèce animale qui lutte pour sa survie sur une planète mineure ». Dans cette optique, pour Dewey, les idées sont des instruments dont le domaine de validité n'est pas absolu mais dépend des besoins et des défis que rencontrent les hommes. Dans les Gifford Lectures il oppose la philosophie traditionnelle issue de Platon, qu'il considère comme relevant du mythe et de la magie, à l'instrumentalisme qui, selon lui, ne cherche pas refuge dans l'imagination mais cherche à transformer les conditions de vie en faisant face à la réalité, au moyen d'une enquête intelligible, ancrée dans la réalité présente, et instrumentale, c'est-à-dire qui permet d'agir.

##### Reconstruction en philosophie
Reconstruction in Philosophy paraît en 1919. Dans ce livre, Dewey cherche une reconstruction de l’éthique pour pouvoir répondre au changement et, pour cela, il cherche à identifier une méthode pour améliorer le jugement moral. Pour lui, le jugement moral est un outil pour diriger notre conduite quand les habitudes sont en défaut et il peut être évalué sur la base de ses conséquences pratiques. Pour Richard Rorty, c'est le livre de Dewey qui « regroupe la plupart de ses idées les plus importantes ». C'est un ouvrage qui « a été au centre de la vie politique et intellectuelle aux États-Unis pendant la première moitié du XXe siècle ». C'est aussi le plus polémique de Dewey, celui où il s'en prend le plus aux philosophes qui se préoccupent plus de la philosophie pour elle-même que de son utilité pour la communauté. Dewey concentre ses attaques sur deux grands modèles philosophiques : l'empirisme logique qui devient par la suite la philosophie analytique et le modèle qui se focalise sur l'histoire de la philosophie. Aux partisans du premier modèle, Bertrand Russell, Rudolf Carnap, Willard Van Orman Quine, Max Black et leurs disciples, il reproche leur technicité. Aux historiens de la philosophie, il reproche une trop forte exégèse sans lien avec le présent. Pour Dewey, la question centrale à se poser est la suivante : « Que peuvent les professeurs de philosophie pour contribuer à la création d'un monde meilleur ? ».

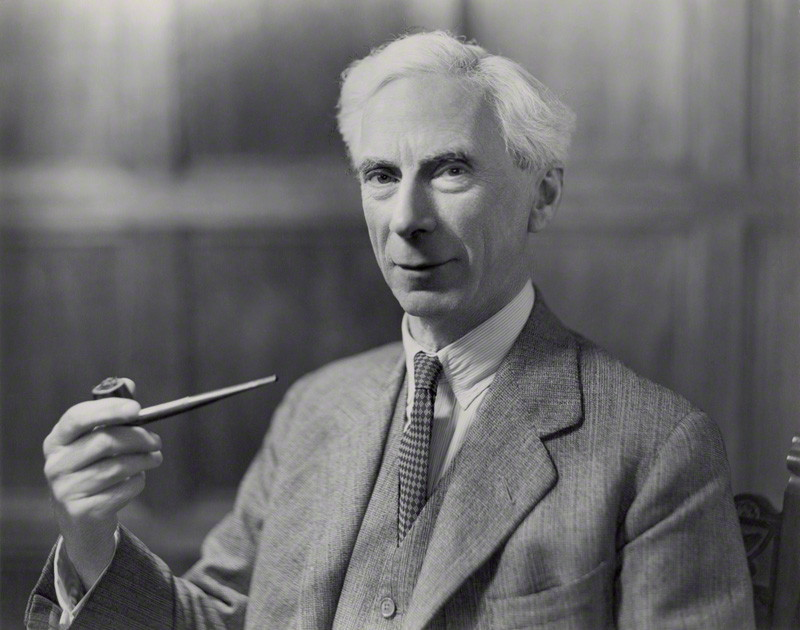
Bertrand Russell (1872-1970), un des fondateurs de la philosophie analytique auquel Dewey reproche de s'être contenté de mathématiser la logique issue de la tradition aristotélicienne.

Dans ce livre, John Dewey critique la tradition philosophique issue de Platon et d'Aristote en se plaçant d'un point de vue génétique, c'est-à-dire en montrant son lien avec le contexte grec de l'époque. Dewey insiste sur le fait que ce type de philosophie est liée aux intérêts d'une classe sociale et n'est pas adapté aux exigences du monde moderne. Il s'élève aussi contre la prétention de ce type de philosophie à se considérer comme investie d'une mission plus haute que les autres arts ou sciences. Par ailleurs, s'il admire la fonction critique de la philosophie classique, il regrette qu'elle soit si peu utilisée à l'égard de la philosophie elle-même. Enfin, il est en désaccord avec la philosophie classique sur l'objet même de la philosophie. Pour lui, elle ne doit pas se focaliser sur des objets comme « Être, Nature, Univers, Cosmos, Réalité, Vérité » en les considérant comme « quelque chose de fixe, immobile, hors du temps, quelque chose d'éternel ou d'universel englobant tout », mais s'occuper des problèmes de l'Homme.
La philosophie, selon Dewey, doit accompagner l'évolution du monde et lui donner un sens, de façon à apporter au monde une certaine harmonie. Il appartient à un courant du libéralisme qui ne croit pas en une harmonie préétablie. Pour lui, « supposer qu'harmonie et ordre puissent régner si de nouvelles fins, de nouvelles normes et de nouveaux principes ne sont pas au préalable élaborés avec suffisamment de clarté et de cohérence est intellectuellement futile et conduirait à une impossibilité pratique ». Selon lui, la reconstruction en philosophie ou, pour le dire autrement, l'orientation que devrait prendre la philosophie, repose sur trois piliers : (1) la philosophie est un processus — pour Dewey il n'y a rien d'éternellement fixe, (2) les théories deviennent des hypothèses à tester et, en conséquence, (3) pour philosopher, il est urgent de mettre « au point des instruments d'enquête sur les faits humains ou moraux ».

##### Expérience et nature
Experience and Nature, paru en 1925 et traduit en français en 2012 sous le titre Expérience et Nature, se place dans la continuité de Reconstruction en philosophie. L'ouvrage veut expliciter la façon de dépasser les dualismes de la tradition philosophique. Pour ce faire, Dewey considère l'« « expérience » [comme] le socle commun et indifférencié à partir duquel l'existence se différencie, en acquérant les formes qu'elle revêt sous l'effet de la vie sociale et du langage ». En somme, l'expérience permet de surmonter les dualismes (théorie, pratique, etc.) tout en rendant compte de la multiplicité des situations. À la question : « pourquoi le titre Expérience et Nature », Dewey répond : « Le titre (…) est destiné à indiquer que la philosophie qui s'y trouve peut être désignée aussi bien sous le nom de naturalisme empirique que sous celui d'empirisme naturaliste, ou bien encore, si l'on prend le terme « expérience » dans sa signification habituelle, sous celui d'humanisme naturaliste. »

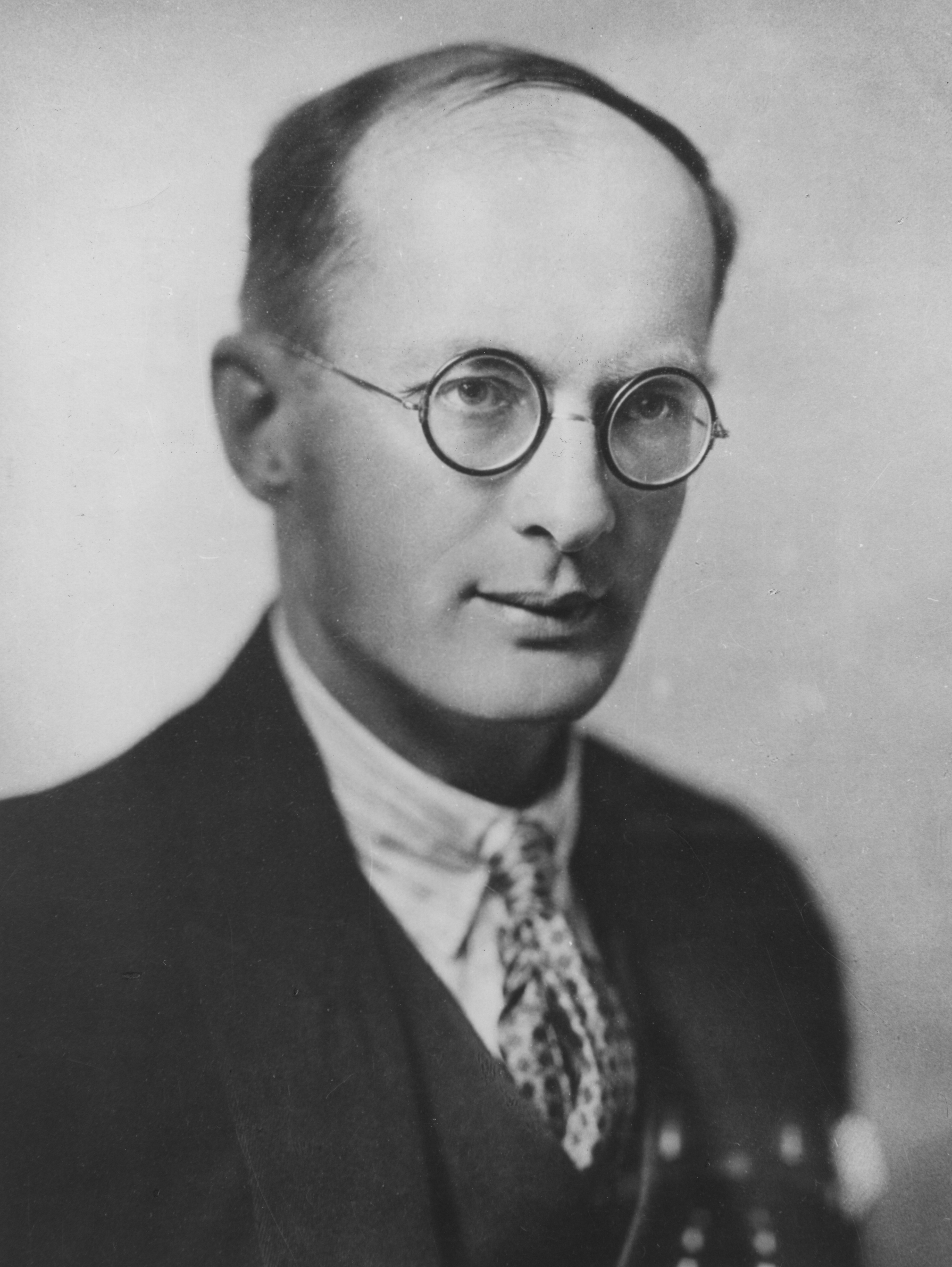
Bronisław Malinowski vers 1930. Pour Dewey, l'expérience n'est pas purement individuelle mais dépend des autres, de la culture au sens de Malinowski, de Franz Boas ou d'Edward Sapir.

Qu'est-ce que Dewey entend par « naturalisme empirique » ou « empirisme naturaliste » ? Pour Jean-Pierre Cometti, Dewey ne considère pas le terme d'« empirisme » dans son sens logique qui renvoie à l'opposition analytique/synthétique mais à quelque chose qui mêle expérience scientifique et biologique entendue comme échanges entre des organismes vivants et leurs milieux. Pour Dewey, ce qui distingue l'homme de la bête c'est, d'une part, le langage et, d'autre part, l'utilisation d'instruments. Si ceux qu'il appelle les transcendantalistes ont mieux pris conscience de ce fait que les empiristes, il les accuse de s'être trop éloignés du corps et de la nature physique. De sorte que, pour lui, l'expérience n'est pas mentale mais s'enracine dans la nature sociale de l'homme entendue comme une sorte de naturalisme.
Faire une expérience a usuellement une double signification : « c'est « participer » à la constitution de l'objet aussi bien qu'à celle des méthodes pour connaître, c'est examiner la situation sous divers angles pour la déprendre de ses caractères problématiques et agir sur elle ». Mais la vision de l'expérience chez Dewey est plus large. En effet, pour lui, « l'objet de l'expérience (l'objet « expériencé », experienced) » est essentiel et « lui confère des caractéristiques spécifiques » de sorte que s'établissent entre l'individu et son environnement la réalité : « une vaste zone de dialogue ».
Chez Dewey, l'expérience n'est pas purement individuelle, elle s'inscrit au contraire dans un contexte qu'il a été tenté, à la réédition de ce livre en 1948, de nommer « culturel », entendu au sens de l'anthropologie de Franz Boas, d'Edward Sapir et de Bronisław Malinowski dont il connait les œuvres. Aussi, Dewey insiste-t-il sur le rôle des rites et des institutions dans l'accomplissement des actes les plus banals. Il en résulte chez lui deux conséquences importantes : d'une part l'expérience ne concerne pas un individu seul mais un ensemble d'individus et d'autre part l'individu n'est pas prisonnier de ses codes car, par son expérience et ses enquêtes, il peut également les faire évoluer. La lecture de Franz Boas peut ici éclairer la pensée de Dewey : « Les activités de l'individu sont largement déterminées par son environnement social, mais réciproquement ses propres activités influencent la société dans laquelle il vit, et peuvent apporter des modifications dans sa forme. Il est évident que ce problème est l'un des plus importants qu'il faille envisager dans une étude des changements culturels. »

#### La théorie de l'enquête

##### Une volonté de bâtir une logique adaptée au raisonnement scientifique

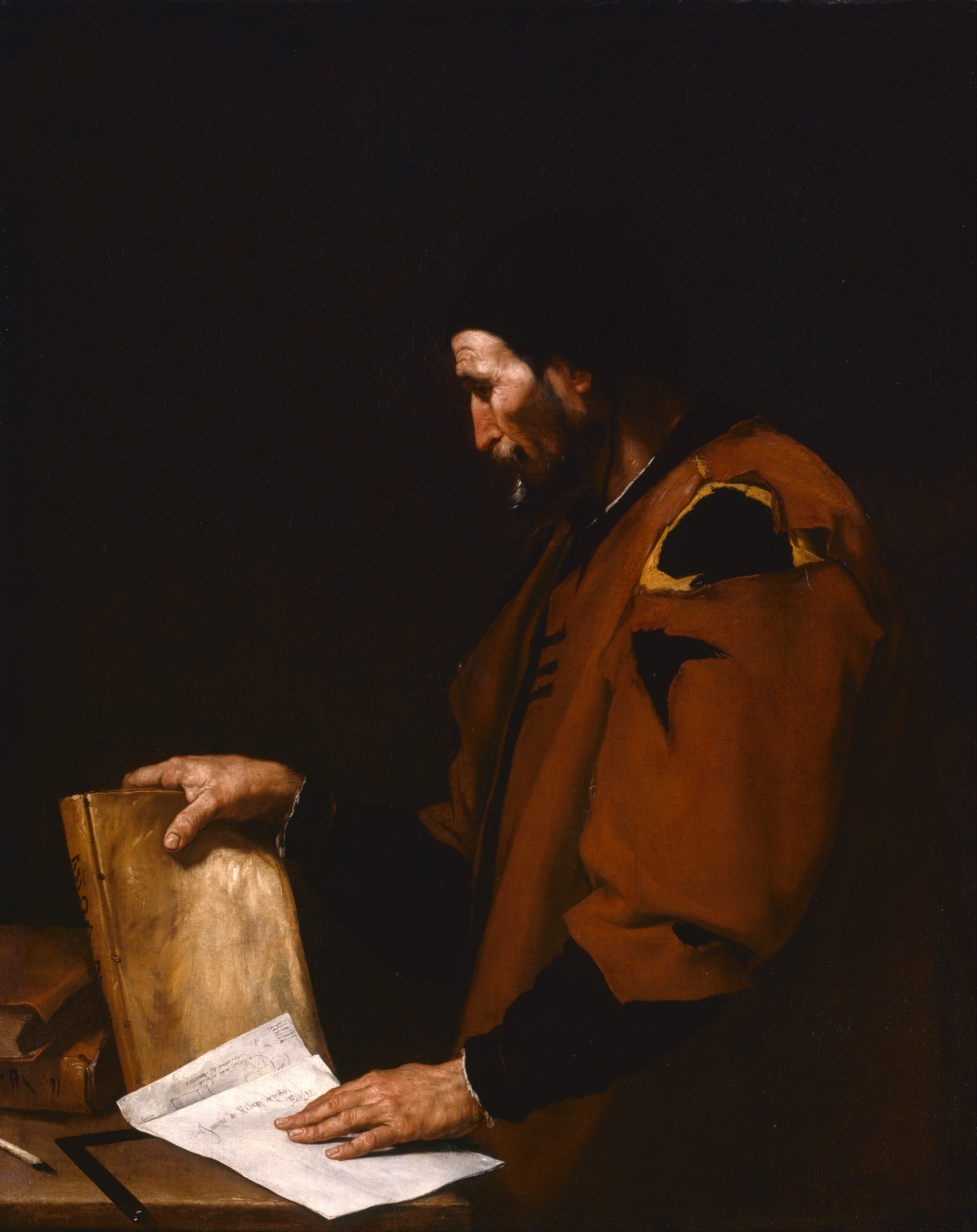
Portrait d'Aristote. La théorie de l'enquête vise à élaborer une logique destinée à être pour le monde moderne ce qu'avait été lOrganon d'Aristote pour les anciens.

Pour Gérard Deledalle, John Dewey vise à élaborer une logique qui réponde « aux exigences scientifiques de l'esprit moderne, comme la logique d'Aristote répondait aux exigences grammairiennes de l'esprit grec ». Dewey estime qu'il « n'est pas suffisant d'extrapoler l'Organon, comme le firent Bacon et Mill, ni de le parer des atours mathématiques, comme le fit Russell » mais qu'il faut la fonder sur de nouvelles bases. Aussi, le livre Logique, sous-titré La théorie de l'enquête, n'est ni un traité de logique au sens aristotélicien ni au sens actuel puisqu'il ne comporte aucun symbole mathématique. En effet, ce qui intéresse Dewey dans la logique ce n'est pas de s'assurer du caractère véritable de la chose par un raisonnement déductif et formel, mais, comme l'indique le sous-titre et en lien avec son instrumentalisme, d'établir un lien entre idée et action fondé à la fois sur l'intuition et sur l'étude et la vérification de cette idée. La logique chez Dewey consiste d'abord en une réflexion sur l'enquête où « [le] logicien ne s'occupe pas du processus de l'enquête « temporelle », mais seulement de sa structure formelle, c'est-à-dire des différentes sortes de termes et de canons méthodologiques et de leurs interrelations. Le critère qui permet de distinguer les méthodes d'enquête qui réussissent de celles qui échouent, doit être établi à « l'intérieur » des règles de l'enquête. Autrement, nous n'aurions pas un processus scientifique autonome ».

##### L'enquête comme recherche à la suite de l'apparition d'un problème

###### Le début de l'enquête: la situation indéterminée
Pour qu'il y ait enquête, il faut une situation indéterminée c'est-à-dire incertaine, instable et douteuse. Cette indétermination n'est pas subjective, c'est-à-dire d'essence psychologique, mais objective, c'est-à-dire réelle. Rappelons que Dewey, marqué par Charles Darwin, a une vision organique du monde. Il voit les hommes comme organiquement liés à leur environnement de sorte qu'un changement dans l'environnement est pour lui objectif — au sens où ce n'est pas une illusion psychologique — et provoque une situation indéterminée avant qu'un changement dans le comportement des hommes n'intervienne. Toutefois, ces changements objectifs impliquent aussi chez lui des changements dans la façon dont les hommes perçoivent les choses. En effet, l'homme n'est pas seulement un organisme, c'est aussi un être culturel, la transition entre les deux se faisant par le langage de sorte que « les problèmes qui provoquent l'enquête ont pour origine les relations dans lesquelles les êtres humains se trouvent engagées, et les organes de ces relations ne sont pas seulement l'œil et l'oreille mais les significations qui se sont développées au cours de la vie, en même temps que les façons de former et de transmettre la culture avec tous ses éléments constitutifs, les outils, les arts, les institutions, les traditions et les croyances séculaires ».

###### Le processus de l'enquête
Une enquête commence par la recherche des éléments qui rendent la situation indéterminée. Ces observations provoquent des hypothèses qui deviennent des idées quand elles peuvent servir fonctionnellement à la solution du problème. Dewey écrit à ce propos : « une hypothèse, une fois suggérée et soutenue, se développe en relation avec d'autres structures conceptuelles jusqu'à ce qu'elle reçoive une forme dans laquelle elle peut produire et diriger une expérimentation qui dévoilera précisément les conditions qui ont le maximum de force possible pour déterminer si l'hypothèse doit être acceptée ou rejetée. Ou bien, il se peut que l'expérimentation indique les modifications que requiert l'hypothèse pour être applicable, c'est-à-dire convenir à l'interprétation et à l'organisation des éléments du problème ».

###### La fin de l'enquête: l'assertabilité garantie et la solution au problème
Pour Dewey, « si l'enquête commence dans le doute, elle s'achève par l'institution de conditions qui suppriment le besoin du doute ». Il y a alors assertabilité garantie, c'est-à-dire qu'on a trouvé la solution au problème. Toutefois, conformément à la vision darwinienne de Dewey, l'environnement continue à changer de sorte que d'autres problèmes surgissent, et avec eux de nouvelles enquêtes sont nécessaires. Chez Dewey, on ne parvient jamais à la Vérité, une notion qu'il utilise peu dans son traité de logique. Il l'utilise d'autant moins que pour lui l'assertabilité garantie est synonyme de satisfaction, d'utilité, de « ce qui paie », de « ce qui marche ».

#### La philosophie morale de Dewey

##### Les fondements

###### La psychologie sociale
La psychologie sociale de Dewey s'organise autour de trois pôles : l'impulsion (ou force motrice), les habitudes et la conduite intelligente.
L'impulsion n'est pas liée chez lui à une idée de fin, elle inclut « ce que nous appelons aujourd'hui les pulsions, les appétits, les instincts et les réflexes inconditionnés ». La psychologie de Dewey se distingue des psychologies basées sur le désir par deux aspects : tout d'abord, pour lui, l'activité est la norme et le repos l'exception, par ailleurs, alors que les désirs impliquent une fin, l'impulsion peut conduire à de multiples fins.
Les habitudes sont « des dispositions socialement façonnées par certaines formes d'activité ou par certains modes de réponse à l'environnement. Elles canalisent les impulsions dans une direction donnée ». Elles font agir de façon non consciente et peuvent se perpétuer alors qu'elles ne sont plus adaptées aux temps présents et que les causes qui leur ont donné naissance ont disparu. Changer les habitudes est difficile pour au moins deux raisons : on s'y attache, et surtout des idéologies vont les adopter et les voir comme des valeurs intangibles et indiscutables. Dewey aspire à ce que le monde s'adapte plus facilement aux changements de l'environnement que ce n'a été le cas jusqu'à lui. À cette fin, il plaide en faveur d'une éducation favorisant l'indépendance d'esprit, l'expérimentation et l'enquête, éléments qui chez lui facilitent les adaptations.
La conduite intelligente survient quand les impulsions et les habitudes ne peuvent plus répondre aux problèmes et se bloquent. Alors les hommes doivent délibérer pour trouver des moyens de surmonter les problèmes.

###### L'éthique sociale

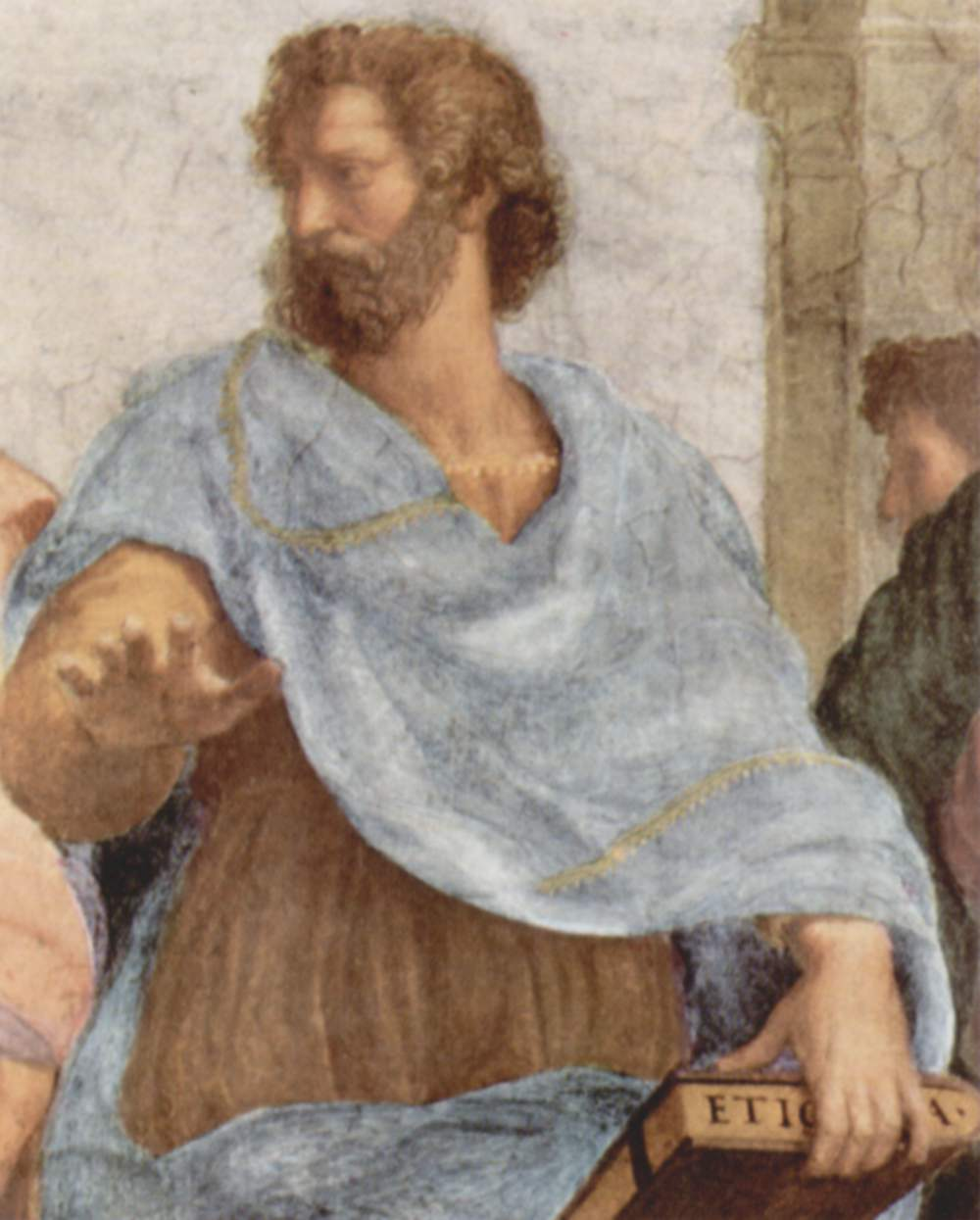
Aristote, dans l'Éthique, désigne le monde sensible et immanent par les concepts de rationalisme et d'empirisme (fresque vaticane de l'École d'Athènes).

Dewey ambitionne de changer la moralité de son temps qu'il estime comme n'étant plus adaptée au monde moderne. Aussi, ce qui l'intéresse c'est l'étude du processus d'évolution et le lien entre les théories morales et leur contexte. À cette fin, son livre Ethics commence par « une brève histoire des problèmes moraux et des pratiques des anciens Hébreux, Grecs et Romains ».
Dans ce livre, Dewey voit la morale et les philosophies traditionnelles comme étant au service d'une élite. La volonté de changer cet état de fait est à la base de son éthique sociale. Il veut notamment mettre fin à la dichotomie qui sous-tend la philosophie morale traditionnelle entre « Les Biens purement instrumentaux et les Biens intrinsèques », car il y perçoit un écho de la dichotomie antique entre les gens instruits qui ont des loisirs et le peuple qui travaille. Pour lui, le Bien conçu comme contemplation ou appréciation de la beauté ne peut être l'apanage que de la classe des loisirs qui, pour son contemporain Thorstein Veblen, désigne les très riches d'alors qui se consacraient notamment aux collections d'art.
Si l'on examine ses propositions concernant l'éthique sociale, on constate que Dewey ne se focalise pas tant sur les comportements des individus que sur la façon dont la société doit être organisée et sur les réformes institutionnelles qui doivent être entreprises.

#### Les valeurs esthétiques
Dewey traite de l'esthétique dans son livre Art as Experience. Pour lui, l'art crée des objets qui nous permettent de mieux comprendre notre environnement et, à ce titre, il est à la fois un complément et un élément de l'enquête. Chez lui, l'art ne se clôt pas sur la réalisation de l'œuvre par l'artiste, mais implique une participation de ceux qui la reçoivent. Dans cette optique, la critique a pour objet d'enrichir notre expérience de l'art. Elle ne doit pas juger les œuvres en fonction d'une esthétique du passé, mais être tournée vers le futur et renforcer nos capacités à les apprécier par nous-même.
La critique peut, selon lui, rendre les valeurs esthétiques d'une œuvre d'art objectives dans la mesure où, en attirant l'attention sur quelques traits saillants, elle réussit à saisir ce que ressentent plusieurs observateurs. Ce qui compte dans la critique, c'est qu'elle accroisse notre capacité à apprécier l'art de façon à enrichir la vie des hommes. Il écrit à ce propos : « l'auditeur informé par la théorie musicale apprend à écouter, et par conséquent prend plaisir à différentes modulations (…) créant des tensions alternées, des accomplissements, et des surprises comme nous les procurent les œuvres musicales lorsqu'elles sont jouées. Des constatations similaires peuvent être faites pour tous les arts, qu'ils soient artistiques [NdT : fine en anglais] ou pratiques ».
Chez Dewey, l'esthétique n'est pas limitée à l'œuvre d'art. Elle peut être également présente dans le travail. Ici, il reprend une critique adressée de façon récurrente dans son œuvre au travail très parcellisé des sociétés modernes. Pour lui, le taylorisme, en séparant fortement ceux qui conçoivent de ceux qui produisent de façon quasi mécanique, réserve aux premiers la participation à l'art qu'elle interdit aux autres. Le défi de la société moderne est d'arriver à faire en sorte que l'ensemble de la population fasse œuvre d'art à travers le travail.

#### La philosophie du droit de Dewey
John Dewey n’a pas nécessairement inventé ou découvert quelque chose, il a plutôt consacré sa vie à analyser des questions juridiques d’un point de vue pragmatique. John Dewey était promoteur d’une version particulière du pragmatisme, appelée l’instrumentalisme. Dewey était un critique du libéralisme et du laissez-faire. Ainsi, il considérait qu’une intervention sociale et politique était nécessaire pour corriger les dysfonctionnements des échanges libres sur le marché et protéger l’individu. De plus, c’était un critique de premier plan de la gauche du New Deal de Roosevelt, tout en s'opposant au communisme soviétique et à ses apologistes. Tout au long de sa vie, il a analysé un état de choses dont les trois sujets sur lesquels nous allons plus particulièrement nous intéresser dans ce chapitre sont : la critique du droit naturel, la prise de la décision judiciaire et la théorie sociale du droit.

##### 1. Critique du droit naturel
Dewey avait critiqué à plusieurs reprises la loi naturelle, la considérant comme un rempart contre la réforme. Toutefois, il avait admis que les arguments de la loi naturelle peuvent parfois servir comme sources d’amélioration juridique.
Il affirme que les affirmations d'intemporalité universelle faites au nom de la loi naturelle sont des déguisements. « Comme un fait, les philosophies juridiques ont reflété et continueront certainement de refléter les mouvements de la période au cours de laquelle ils sont produits, et ne peuvent donc pas être séparés de ce que les mouvements représentent. » Il considère que celles-ci sont liées aux systèmes du passé, aux philosophies juridiques et doivent être considérées en rapport avec les mouvements culturels et sociaux réels des périodes pendant lesquelles elles sont apparues.
Les règles juridiques et les principes doivent rester flexibles pour faire face aux nouvelles circonstances et permettre l'expérimentation avec des réformes, sinon, ils font obstacle au progrès. Au contraire, s'ils sont conçus comme des outils à adapter aux conditions dans lesquelles ils sont employés plutôt qu’en tant que « principes » absolus et intrinsèques, l'attention se portera sur les faits de la vie sociale, et les règles ne pourront ainsi pas attirer l'attention et devenir des vérités absolues à maintenir intactes à tout prix.

##### 2. Prise de décision judiciaire
Il a écrit des essais sur la personnalité juridique des entreprises, la prise de décision judiciaire, la force coercitive de la loi, et le caractère raisonnable et sur le droit en général. En outre, il a soutenu de nombreuses réformes sociales, y compris, par exemple, les droits des travailleurs à former et à adhérer à des syndicats.
Dewey situe le raisonnement juridique comme une instance d'enquête généralement, compris dans les termes instrumentaux énoncés par le pragmatisme. Ainsi, il distingue deux types de conduite humaine. Le premier type implique une action humaine sans délibération, suivre des routines, des intuitions, une intuition entraînée. Le second type s'engage dans un processus d'enquête dans lequel les faits sont pesés, les alternatives sont évaluées et les conséquences probables sont anticipées lors de la décision d’action à entreprendre.
Il affirme qu'« il est très important que les règles de droit devrait former des systèmes logiques généralisés aussi cohérents que possible, mais ces logiques systématisations du droit dans tous les domaines… est clairement en dernier ressort subordonné à l'économie et prise de décision efficace dans des cas particuliers ».
La systématisation des connaissances, en droit comme dans d'autres domaines, implique souvent des concepts. Les concepts sont indispensables et bénéfiques de plusieurs manières, y compris l'organisation des idées et expériences, au service de l'efficacité et de la stabilité. « Il est pratiquement économique d'utiliser un concept prêt à portée de main plutôt que de prendre du temps, des ennuis et des efforts pour le changer ou pour concevoir un nouveau ». Cependant, les concepts contiennent une « inertie intrinsèque pour leur propre compte » et combinés avec la tendance humaine à un comportement habituel, ils changent lentement et peuvent ne pas être synchronisés avec l'évolution des circonstances et des besoins.
Dewey se tourne vers les décisions judiciaires, en précisant que les motivations des décisions ont plusieurs fins importantes : fournir des raisons qui justifient la décision (montrant qu'elle n'était pas arbitraire ou ad-hoc), pour articuler une règle qui guide la détermination des affaires futures et facilite l’uniformité, et pour fournir un avis, une stabilité et une prévisibilité aux personnes qui ont besoin de conséquences juridiques de leurs actes. Il ajoute que le juge doit rédiger les décisions judiciaires sous une forme logique, pour donner l’impression qu’il est impersonnel et objectif.
Souvent, les juges sont confrontés à trouver le juste équilibre entre le maintien de la stabilité juridique et les changements juridiques. Il souligne qu'« il y a de bien sûr toutes les raisons pour lesquelles les règles de droit devraient être aussi régulières et définies que possible ». Cependant, la réalité, est que les règles comportent des ambiguïtés, sont parfois vagues et indéterminée et ne peut être écrite pour prévoir ou traiter toutes les circonstances et que « les situations ne se répètent pas littéralement dans tous les détails, et les questions de degré de ce facteur ou qui ont le poids principal dans la détermination de la règle générale qui sera utilisée pour juger de la situation en question ».
Lorsque les juges tiennent obstinément aux interprétations du passé, « l'écart entre conditions et les principes utilisés par les tribunaux » s’élargit constamment, suscitant « l'irritation » du public et « le non-respect de la loi ». Dewey soutient que les juges, devraient appliquer « une logique relative aux conséquences plutôt qu'aux antécédents, une logique de prédiction des probabilités plutôt qu'une logique de déduction de certitudes ».
En conclusion, nous pouvons affirmer que la philosophie de Dewey incite les théoriciens du droit à plus d’humilité conceptuelle et à une plus grande implication dans la compréhension des phénomènes sociaux et culturels du présent. De plus, la critique de Dewey invite à un autre type d’enquêtes, attentives aux effets des concepts et appuyées notamment sur la diversité des sciences sociales empiriques.

##### 3. Théorie sociale du droit
Lors d’une conférence organisée à l’université de Northwestern il avait exposé sa conception de la philosophie de droit. Dewey conçoit le droit comme du social et propose de se détacher des approches traditionnelles en philosophie de droit.
Le texte fondateur de sa philosophie de droit est l’ouvrage intitulé My Philosophy of Law (ma philosophie de droit). Ce texte est une analyse de sa position sur le droit qui vise à montrer que le droit « est de part en part un phénomène social : c’est une activité humaine, mais aussi une interactivité entre des humains ». Il affirme également que : « Le point de vue adopté est que le droit est à travers et à travers un phénomène social, social dans origine, dans le but ou la fin, et dans l’application. ».
Dewey a fait valoir que les interactions ont une influence sur le droit parce que celles-ci se stabilisent progressivement dans des habitudes, des coutumes, qui peuvent devenir des sources de droit. Il identifie les coutumes, qui sont liées à la tendance humaine à un comportement habituel, comme l'origine première et la source du droit. Il essaye de démontrer que la règle juridique évolue et dépend des pratiques sociales et que sa valeur doit être évaluée. Dewey militera pour l’utilisation des « meilleures méthodes » pour examiner et mesurer les effets des règles, des décisions, des lois, ouvrant ainsi aux approches empiriques du droit et de la justice. Il invite à porter un regard plus attentif au droit comme pratique et à construire de nouveaux objets de recherche.
Il décrit l'émergence du droit et du gouvernement en termes évolutifs comme une « cristallisation » des forces sociales en institutions organisées qui gouvernent efficacement par la loi. Les règles juridiques sont des « formulations précipitées » de coutumes sociales de longue date, tandis que la transposition des coutumes en loi renforce et prolonge à son tour la stabilité de ces coutumes. Les décisions judiciaires sont les principaux mécanismes par lesquels les douanes sont incorporées dans la loi. La législation applique également la coutume, bien que la récente immense explosion de l'activité législative est liée aux intérêts sociaux, en particulier ceux liés aux facteurs. Toutes les lois, y compris le droit constitutionnel, la « common law » et la législation, impliquent cristallisation des forces morales (ou sociales) au sein de la société en tant que produits de « tout le complexe des activités sociales ».
Dewey soutient que le droit et l’application est une forme d’utilisation de la force. Selon lui, le droit et la force ne sont pas deux notions séparées, mais qu’il forme ensemble un tout. Cette idée de Dewey s’avère décisive pour la théorie du droit constitutionnel. Ainsi compris, le droit constitutionnel porte sur l’existence du gouvernement, et son étude requiert précisément l’étude de ces « forces sociales » qui définissent et soutiennent l’existence des gouvernements. Pour réaliser la souveraineté, il faut que celle-ci puisse s’exprimer et s’exercer de manière précise et distincte par des organes, ce qui définit justement le droit constitutionnel. Dewey permet ainsi de développer une théorie des différents modes de la souveraineté et d’envisager un renouvellement fécond des instruments conceptuels en droit constitutionnel, notamment (mais pas seulement) à propos du changement constitutionnel.
Dewey applique cette analyse aux batailles en cours entre employeurs et grévistes, qui étaient soumis à des injonctions prononcées par un tribunal contre les grèves et l'application sévère de la police. Il utilise le test instrumental non seulement pour évaluer l'usage de la force par la police, mais aussi l'usage de la force par grévistes. Le recours à la force par la police qui est excessif, brutal ou provoque des réactions négatives ne progresse pas dans des fins sociales : « Un usage immoral de la force est un usage stupide ».

### La théorie instrumentale de la valeur

#### Les valeurs

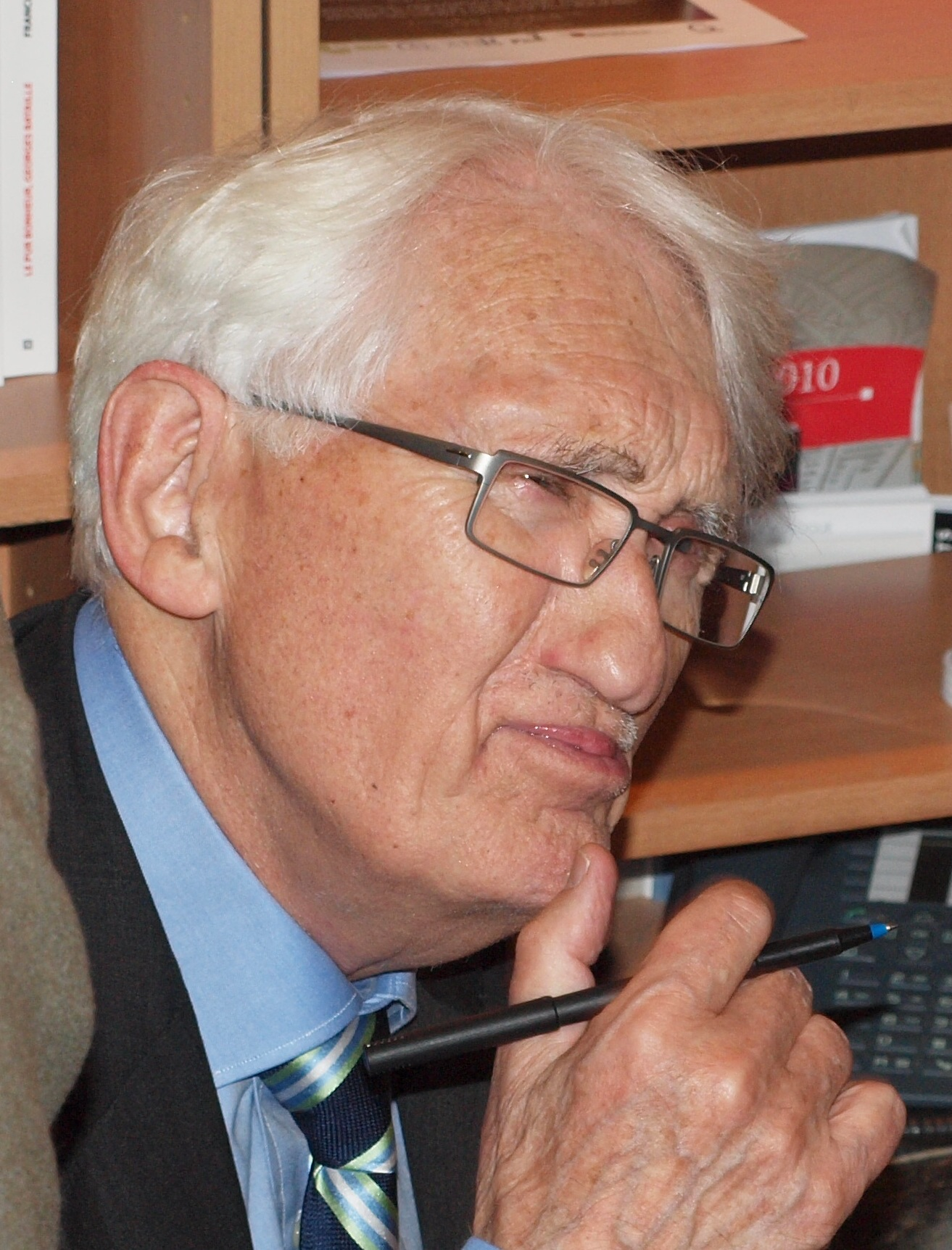
Jürgen Habermas et Dewey ne considèrent pas les valeurs de la même façon. Pour Dewey, à travers les enquêtes, on arrive à une objectivité des valeurs alors que pour Habermas, les valeurs sont liées à des groupes.

Pour Dewey, les valeurs sont des faits. Il écrit : « Les valeurs sont des valeurs, les choses ayant immédiatement certaines qualités intrinsèques. De celles-ci en tant que valeurs, il n'y a par conséquent rien à dire : elles sont ce qu'elles sont ». Les valeurs sont des qualités attribuées aux choses, des propositions qui doivent être soumises à enquête,. Il s'inscrit ainsi dans une perspective assez différente de celle connue habituellement en France. En effet, usuellement on oppose normes entendues, notamment par Jürgen Habermas, comme pouvant être universelles et valeurs entendues comme beaucoup plus liées à des groupes ou des personnes. Dans cette optique, les conflits de valeur sont vus comme sans issue. Pour Dewey, au contraire, il y a « une objectivité des valeurs » et cette objectivité apparaît à travers les enquêtes et les expérimentations auxquelles sont soumises les valeurs.

#### La valuation
La valuation comprend à la fois une appréciation (valuing) affective qui nous pousse vers une chose ou nous la fait vouloir l'éviter et l'évaluation qui est objective et basé sur l'analyse des conséquences. L'appréciation primitive (primitive valuings) est une expérience passive du plaisir qui diffère du désir en ce qu'elle n'a pas, à la différence du désir, une « fin en vue ». Pour Dewey, la valuation réside dans « la formation raisonnée des désirs, des intérêts et des fins dans une situation concrète », étant entendu que « la valuation implique le désir ». De là il en découle que la valuation n'est pas purement mentale puisqu'elle se réfère à des situations concrètes.
Pour Hans Joas, « les valeurs semblent plus durables, peut-être aussi plus stables, et supérieures aux simples désirs momentanés mais n'en diffèrent pas fondamentalement ». Dewey distingue le désiré du désirable. Le processus de valuation permet de passer de l'impulsion aux désirs et aux intérêts : « Le désirable, ou l'objet qui devrait être désiré (valué), ne descend ni d'un ciel a priori ni d'un Sinaï de la morale. Il vient de ce que l'expérience a montré qu'agir en toute hâte, en suivant sans examen son désir, conduisait à l'échec et potentiellement à la catastrophe. Le «désirable», en tant qu'il se distingue du « désiré », ne désigne donc pas une chose en général ni a priori. Il met en exergue la différence entre l'action et les conséquences d'impulsions irréfléchies et celles de désirs et d'intérêts qui procèdent d'une recherche sur les conditions et les conséquences ».
Pour Dewey, un intérêt est « un ensemble de désirs étroitement reliés » et dans un contexte donné, les intérêts sont si liés qu'en fait pour en valuer un, il faut valuer l'ensemble.

#### Le jugement de valeur comme instrument
Selon Elizabeth Anderson, le jugement de valeur est triplement instrumental. Il est d'abord un instrument pour guider l'action future. Le jugement de valeur intervient après une période de crise et de remise en cause des valeurs précédentes. Il s'agit d'un jugement pratique qui ne décrit pas les choses mais qui vise à résoudre le problème et à guider l'action future. Le jugement de valeur évalue les actions et les objets en fonction de leurs conséquences au sens large. Enfin, il est un moyen pour reprendre l'activité sur de nouvelles bases jusqu’à la prochaine crise.
Les jugements de valeur sont testés comme des hypothèses scientifiques en vérifiant que les conséquences qui en découlent sont bien celles prévues. Mais ils ne s'inscrivent pas dans un processus d'essais et d'erreur (Trial-and-error). En effet, avant de prendre la décision, on essaye de la tester à partir de situations analogues. Il faut ici avoir en tête que Dewey est un pragmatiste et que la philosophie morale pragmatiste rejette les philosophies qui déterminent le bien ou le mal a priori. Pour eux, ce à quoi arrivent ces philosophies sont des hypothèses qui doivent être testées. Il y a, chez eux, l'idée que si l'on s'en tient à de purs raisonnements théoriques, on a peu de chances d'atteindre une vie meilleure par l'expérimentation.

#### Le jugement de valeur dans la problématique moyen-fins
Il est souvent objecté à Dewey que sa théorie instrumentale de la valeur ne traite que des moyens et pas des fins. Il se distingue, sur ce point, assez fortement d'autres grands penseurs. Pour Max Weber, par exemple, il existe une distinction entre rationalité en valeur et en finalité. La même idée se retrouve chez Amartya Sen qui distingue une tradition éthique associée à Aristote, dotée d'une finalité claire, et une tradition mécaniste associée à la pensée de l'ingénieur. Pour Dewey, à l'inverse, il y a une interaction entre fin et moyen. « La « fin-en-vue » est l'activité particulière qui œuvre comme facteur de coordination de toutes les activités engagées. Reconnaître la fin comme une coordination ou comme une organisation unifiée des activités, et la « fin-en-vue » comme l'activité spéciale permettant d'opérer cette coordination, c'est lever l'apparent paradoxe attaché à l'idée d'un continuum temporel d'activités, où les stades successifs sont à parts égales fins et moyens. Une fin ou une conséquence atteinte a toujours la même « forme » : celle d'une coordination appropriée. » Le jugement de valeur, dans cette optique, est un jugement pratique, créatif puisqu'il crée de nouvelles « fin-en-vue » et transformatif, c'est-à-dire qu'il transforme notre façon de voir les choses et de les valoriser.

### La théorie morale normative chez Dewey

#### Dewey face aux théories morales normatives
Les théories morales normatives qui cherchent à harmoniser les conflits de désirs sont de trois types :
1. Les théories téléologiques qui cherchent à identifier un bien suprême et qui voient le droit et la vertu comme un moyen de l'atteindre[86] ;
2. Les théories déontologiques qui cherchent un principe ou des lois de moralité suprêmes auxquels ils subordonnent la poursuite du bien[86] ;
3. Les théories de la vertu dans lesquelles le principe fondamental d'où dérivent le bien et le droit est celui de l'approbation ou de la désapprobation[86].

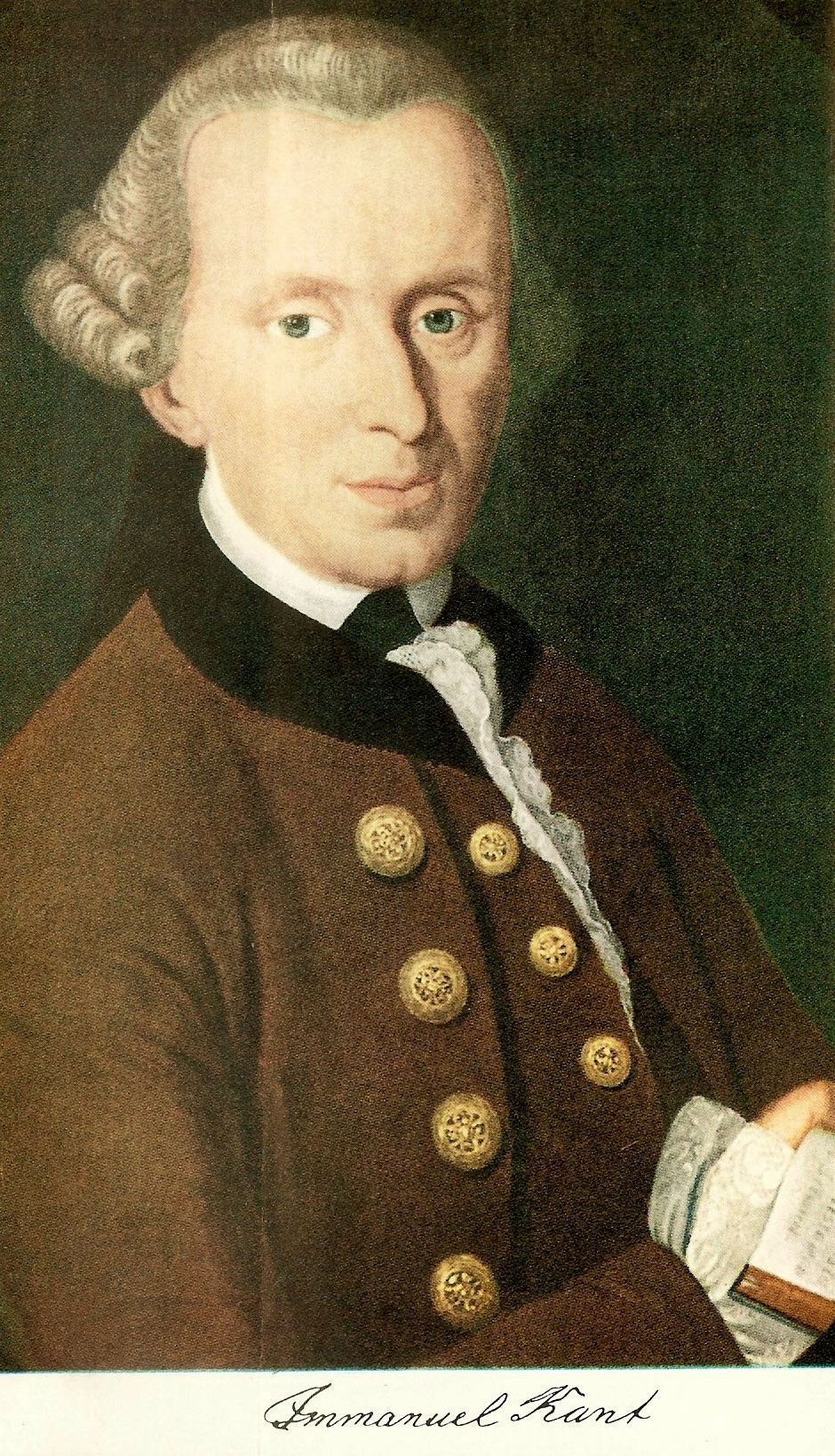
Emmanuel Kant (1724-1804). Dewey est assez critique envers l'impératif catégorique de Kant.

Le pragmatisme en éthique étant « souvent vu comme une forme de téléologie ou de conséquentialisme », il est important d'analyser comment Dewey se positionne par rapport aux trois formes courantes que peut prendre le courant téléologique : l'hédonisme, l'idéalisme et les théories morales basées sur le désir informé.
Concernant les théories hédonistes la position de Dewey est nuancée. D'un côté, il estime que raisonner en termes de plaisir et peine est trop individualiste et ne permet pas d'atteindre une fin approuvée par tous. D'un autre côté, pour Dewey, le désir est important car sans désir il ne peut y avoir de bien. Aussi il va adopter une certaine forme d'hédonisme où le désir est plus réflexif, c'est-à-dire basé sur l'étude des conséquences. Dewey considère que le plaisir en soi ne suffit pas comme critère car contient déjà des éléments de jugement (La valeur morale d’une personne influence ce à quoi elle prend plaisir ou déplaisir) mais donne néanmoins une indication méthodologique pour l’enquête.
Concernant les théories idéalistes, son jugement est également nuancé — dans sa jeunesse, il a été idéaliste. D'un côté, il croit en la valeur motrice de l'idéal. Mais pour lui les idéaux n'ont pas une portée atemporelle, ils sont liés à une époque, à un contexte et ne constituent fondamentalement que des hypothèses à tester. Si Dewey est proche des théories du désir informé du bien, sa conception de l'Homme l'éloigne des courants contemporains qui ont une vision de la nature humaine plus « fixiste », moins malléable que lui. Pour Dewey notre caractère fait partie de l’information à prendre en compte. Il n’est pas une donnée fixe mais change. Il n’y a jamais d’information complète car le monde change et notre imagination crée de nouvelles possibilités. La recherche de ce qu’est le bien est donc une recherche infinie et est en fait la vie.
« Les théories déontologiques tendent à identifier le juste soit à des lois ou règles de conduites fixées, tels les Dix commandements soit à un seul principe suprême de moralité comme l'impératif catégorique, compris comme fournissant une procédure de décision en éthique ». Pour Dewey, le problème est que, d'une part, les choses changent et que donc les lois doivent évoluer et que, d'autre part, les principes généraux ne permettent pas de traiter tous les cas particuliers. Il conçoit l'impératif catégorique à la façon des critiques de Kant ; c'est-à-dire comme un « formalisme vide ». Pour lui, en effet, il faut d'abord avoir une idée du Bien si l'on veut traiter de morale. Néanmoins, l'impératif catégorique peut être un instrument intéressant dans le cadre de l'enquête car il permet de s'assurer que « les intérêts de tous ont été équitablement examinés ». Le juste ne se réduit pas au bien car il fait appel à l’autorité (et non à l’attirance comme le bien) et vise à harmoniser des prétentions émanant de conceptions conflictuelles du bien et donc ne vise ni le bien de chaque individu et ni le bien de la société sans qu’une conception préalable du juste permette de définir comment incorporer les conceptions individuelles du bien. Mais le juste et le bien sont liés car le juste est un élément important de relations sociales bonnes.
Parmi les théories morales basées sur la vertu, Dewey est assez approbateur des utilitaristes anglais et de leur ambition d'atteindre le standard de bien-être (Welfare) qu'approuverait un spectateur impartial et bienveillant, mais il y fait plusieurs objections : en premier lieu, en lien avec son darwinisme, la notion de bien-être n'est pas fixe et doit donc varier en fonction de l'environnement, en second lieu la notion de standard de bien-être ne doit pas être utilisée pour prendre des décisions de façon algorithmique (ou mécanique). Ces objections faites, il est favorable aux principes d'approbation et de désapprobation déduits de la norme de bien-être des utilitaristes comme ils rendent les individus plus conscients des conséquences de leurs actes et par là plus aptes à se gouverner.

#### La moralité réflexive de Dewey
Si Dewey est surtout influencé par la théorie téléologique et par celle reposant sur la vertu, néanmoins il tient les trois types de théorie comme pouvant servir d'hypothèses dans sa conception de l'enquête. En effet, elles nous permettent dans ce cadre de mieux comprendre l'ensemble des conséquences de nos actes. Les idéaux du bien nous permettent de nous projeter vers un bien futur et de le tester, les principes de droit nous obligent à prendre en compte les intérêts des autres, l'approbation ou la désapprobation de spectateurs impartiaux nous oblige à non seulement examiner les conséquences de nos actes, mais également leurs motifs. Ce que Dewey refuse c'est de voir ces théories comme des impératifs transcendants.
John Dewey considère que la conduite morale doit résulter d’une enquête. Dans cette enquête, les principes proposés par les théories morales doivent être pris comme des hypothèses qui prennent chaque fois un point de vue donné, les théories téléologiques, fondées sur des principes du bien, prenant le point de vue de l’individu prudent et informé, les théories déontologiques, fondées sur des principes du juste, prenant le point de vue des personnes affectées, ayant des prétentions sur l’individu et, enfin, les théories fondées sur des principes de la vertu prenant le point de vue de l’observateur externe.

## La philosophie politique de Dewey

### Les sources de sa philosophie politique

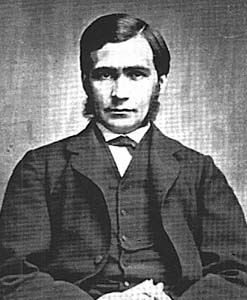
Thomas Hill Green (1836-1882), un philosophe idéaliste et libéral anglais précurseur du Nouveau libéralisme. Dewey a travaillé sur son œuvre.

La philosophie politique de Dewey s'enracine d'une part dans l'idéalisme, notamment celui de Thomas Hill Green, dans le Nouveau libéralisme de Leonard Trelawny Hobhouse et dans sa théorie de l'enquête.
Avec Thomas Hill Green, Leonard Trelawny Hobhouse et le Nouveau libéralisme, Dewey pense que le libéralisme classique traditionnel part d'une conception fausse de l'individu qui mine la pensée libérale. Pour eux, à l'inverse du libéralisme traditionnel, l'individu ne se résume pas à une entité en compétition avec les autres. Au contraire, ils mettent l'accent sur les relations entre individus et perçoivent la vie sociale sur un mode plutôt organique. Chez lui, comme dans le Nouveau Libéralisme, la liberté n'est pas simplement une absence de contrainte, mais réside également dans la participation à la vie sociale et politique. En conséquence, Dewey ne croit pas que les hommes, en poursuivant leurs intérêts particuliers, puissent arriver à un riche « vivre ensemble ». Il faut aussi, comme il l'écrit dans The Ethics of Democracy, qu'ils soient « dotés d'une unité de but et d'intérêt ».
La théorie de l'enquête de Dewey constitue un point important de sa philosophie politique. En effet, il récuse la « théorie du spectateur » qui conçoit la connaissance comme la recherche par un sujet d'une vérité fixe et a priori. Il conçoit l'enquête comme un combat mené par les êtres humains pour résoudre les problèmes. Le but n'est pas de chercher une vérité qui, dans la perspective darwinienne de Dewey, est forcément mouvante, mais de résoudre des problèmes ici et maintenant. Pour cela, il faut tester et vérifier des hypothèses, des valeurs, des théories destinées un jour à évoluer. Le modèle est la recherche scientifique. Dewey ne fait pas de distinction a priori entre les enquêtes dans les domaines de la science, de l'éthique et de la politique.
D'une certaine façon, il est possible de voir « la philosophie politique de Dewey comme le mariage des vues de l'idéalisme et du Nouveau Libéralisme avec sa conception pragmatique ou expérimentale de l'enquête. »

### Le libéralisme de Dewey
Pour Dewey, les valeurs sont vues comme construites pour résoudre un problème social et doivent évoluer en fonction des situations auxquelles il convient de faire face. Il reproche au libéralisme classique, notamment dans Logical Method and Law, de n'avoir pas su évoluer et d'être devenu ainsi « le rempart de la réaction », et de trop penser en termes d'individu et pas assez d'individualité.

#### Une critique de l'individualisme abstrait du libéralisme classique
John Dewey reproche au libéralisme classique de concevoir l'individu comme « quelque chose de donné, quelque chose de déjà là » avant les institutions. Au contraire, pour lui, ce sont les institutions (comme il le note dans son livre Reconstruction en philosophie) qui créent les individus. Dewey rejette l’idée de base de la théorie du contrat selon laquelle il y aurait des individus isolés concluant un contrat et, ensuite seulement, formant une société. Les hommes ne sont hommes, selon lui, qu’en relation avec d’autres hommes. L’homme est dans son essence un être social. La démocratie ne peut donc pas être vue comme le gouvernement de la multitude car il n’y a pas de multitude (comme il y a multitude de grains de sable par exemple). Le caractère social de l’homme a une signification tant descriptive que normative. La prise en compte de cette dimension normative mène à l’idée de démocratie comme forme de vie éthique. En tant qu’idée, la démocratie est l’idée de communauté elle-même.
De sorte que le libéralisme classique se trompe en analysant séparément le comportement des êtres humains et les choses physiques, erreur qui pour lui trouve sa source dans les dualismes (esprit/corps et théorie/pratique) de la philosophie traditionnelle. Pour lui, il faut au contraire étudier les relations entre les individus et les institutions. Parlant de son libéralisme, il écrit dans The Future of Liberalism : « le libéralisme sait qu'un individu n'est pas quelque chose de fixe, de donné fin prêt. C'est quelque chose à achever et à achever non pas dans l'isolement mais avec l'aide et le support d'éléments culturels et physiques - en incluant dans « culturel », l'économie, la loi et les institutions politiques aussi bien que les arts et sciences, ».

#### Liberté et individualité
Pour Dewey, la liberté ne peut être seulement une absence de contraintes. L'individu doit accéder à l'individualité qui est à la fois « réflexive, sociale et [qui] doit être exercée pour être aimée ». Elle est réflexive au sens où l'individu doit être capable de choisir en procédant à un examen critique des alternatives. Elle est sociale car elle exige une participation aux décisions qui contribuent à forger les conditions de vie. Enfin, l'être humain ne doit pas avoir seulement l'opportunité de prendre des décisions, il doit réellement en prendre.
Dewey, de façon générale, veut remplacer des politiques de laissez-faire par des politiques fondées sur un contrôle social intelligent basées sur une participation active des individus vue comme un moyen d'atteindre une cohérence transcendante. En général, les chercheurs qui ont étudié Dewey estiment que sa conviction que des individus instruits peuvent arriver à un objectif commun est liée au christianisme de sa jeunesse. Dans Christianity and Democracy, il écrit : « L'incarnation de Dieu en l'Homme (…) devient une chose vivante et présente (…) la vérité descend dans la vie, la séparation est retirée ; ce qui conduit à une vérité commune présente dans tous les domaines d'action, et non plus dans une sphère isolée appelée religion ».

### Sur la démocratie

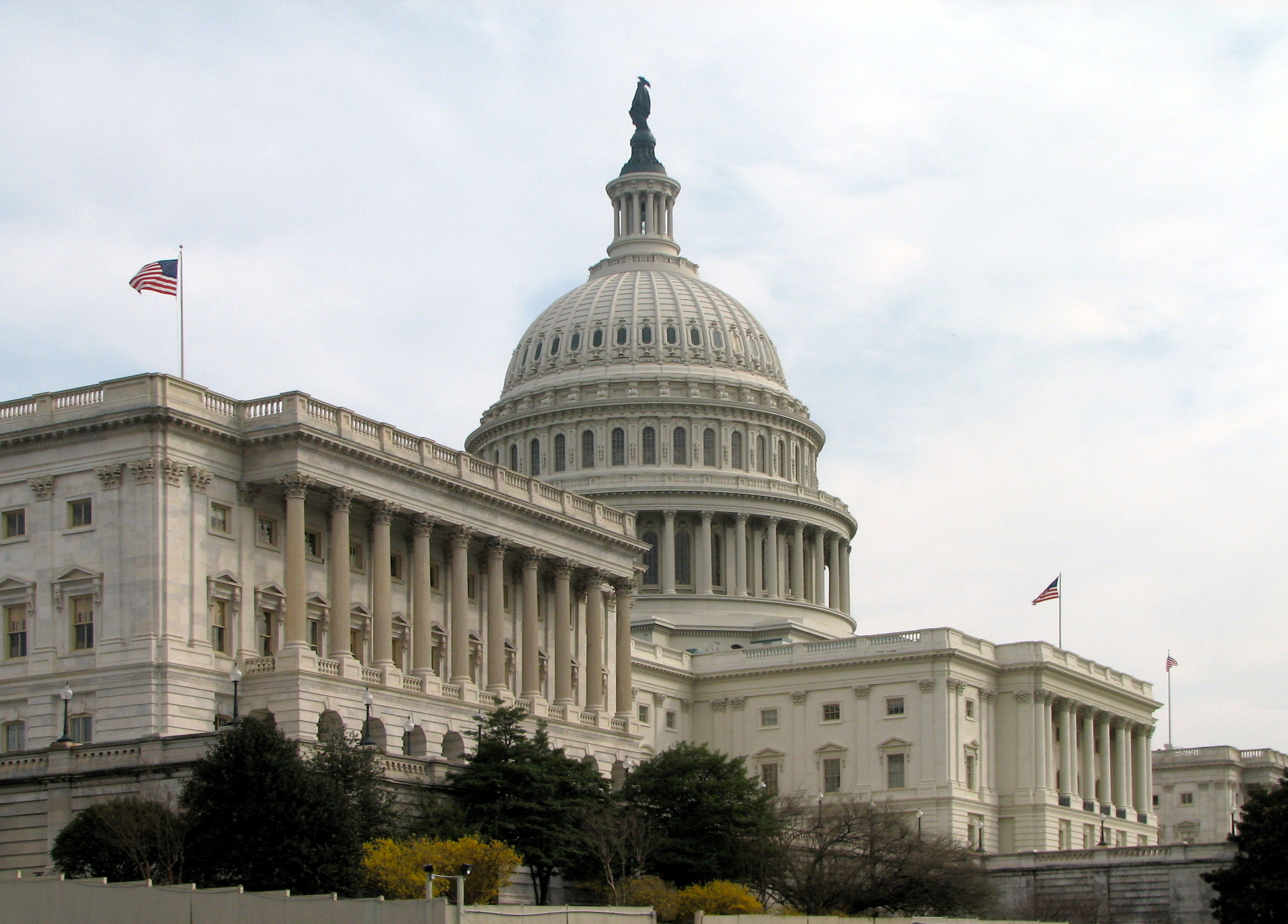
Le Sénat des États-Unis. Pour Dewey, la démocratie n'est pas un bâtiment, c'est aussi un mode de vie, une participation à la vie publique.

Pour Dewey, penser que la démocratie est seulement une forme de gouvernement, c'est comme penser qu'une église n'est qu'un bâtiment, c'est oublier l'essentiel. Pour lui, la finalité essentielle de la démocratie est l'éthique, c'est-à-dire le développement de la personnalité. C'est aussi une façon de gérer des conflits de valeurs. Il explique : « La démocratie est la forme de société dans laquelle tout homme possède une chance, et sait qu'il la possède (…) la chance de devenir une personne. Il me semble que l'on peut concevoir la dominante de la démocratie, comme mode de vie, comme la nécessaire participation de tout être humain adulte à la formation des valeurs qui règlent la vie des hommes en commun ».
Pour Dewey, la démocratie se distingue de l’aristocratie en ce qu’elle est basée sur la conviction que chaque humain est capable de responsabilité individuelle et d’initiative. Il y a donc dans la démocratie un individualisme éthique que Dewey appelle personnalité et qu’il voit comme une réalisation. Dans une société démocratique, chaque citoyen souverain peut atteindre, réaliser la personnalité. La démocratie implique des changements radicaux des institutions sociales, économiques, légales et culturelles. La démocratie dépasse les questions institutionnelles et procédurales. Elle concerne toutes les sphères sociales y compris sur le lieu de travail. Elle consiste en l’enquête et en les conditions de celle-ci. Elle est fondée sur l’égalité (chacun peut contribuer à l’enquête critique). Elle accorde une place centrale à la délibération. Elle est la meilleure manière de faire face aux conflits des intérêts. Elle implique que le public se perçoive comme agent politique (et en fasse l’apprentissage par un réseau d’interactions sociales locales et quotidiennes). On arrive à l’idée de la démocratie en partant de la communauté comme fait et en tentant de clarifier et de promouvoir les éléments constitutifs de ce fait. Pour qu’il y ait communauté, il faut qu’il y ait action en commun et que les conséquences de l’action commune soient perçues et deviennent objet de désir et d’effort, ce qui implique la communication qui permet d’attacher une signification aux choses et aux actes.
La démocratie est pour lui un prérequis à la liberté au sens de l'individualité. L'individu n'est pas pour lui un atome mais un être en relation avec les autres, ce qui le conduit à rejeter les théories du contrat social à la Jean-Jacques Rousseau puisque dans ce cas les relations préexistent à la société, alors que l'essentiel réside dans les interactions sociales dans la société. Si pour lui la philosophie et la démocratie sont liées, c'est que dans les deux cas, les choix ne peuvent être imposés de l'extérieur. Dans les deux cas, c'est à travers la discussion, les questions et les réflexions, que nos convictions s'enracinent en nous, deviennent nôtres.
C'est parce que l'individu doit participer au débat de façon à se réaliser que Dewey se méfie des experts. Toutefois, pour Festenstein, chez Dewey, la démocratie est instrumentale et d'une certaine façon minimale. Certes, la démocratie permet la participation des citoyens et les protège des experts qu'il voit comme une oligarchie dont les intérêts ne sont pas forcément ceux des citoyens mais, malgré tout, les techniciens experts conservent une place importante dans l'enquête sociale, la pièce maîtresse de sa philosophie, celle qui conditionne sa foi dans la démocratie. Dans cette optique, pour Joëlle Zask, chez Dewey « la participation est le terme éthique et politique qui équivaut à l'expérimentation ». En lien avec le darwinisme de Dewey, si les institutions politiques et administratives doivent favoriser à la fois le processus démocratique et la participation des citoyens, elles n'en demeurent pas moins contingentes et soumises à l'obligation d'évoluer sans cesse en fonction des problèmes. Pour Dewey, les questions politiques sont techniques, complexes et demandent une enquête établissant des faits, enquête qui ne peut être menée que par ceux qui sont équipés pour cela. Pourtant, ceci ne supprime pas la question du public ni le fait qu’arriver à une question technique est déjà le résultat d’un processus. L’enquête est le travail des experts. Pour autant, un gouvernement d’experts, mêmes compétents et bien intentionnés, ne suffit pas sans la participation du peuple car, sans ce dernier, les experts sont coupés des besoins et des troubles sociaux. La masse, elle, doit avoir l’aptitude de juger la portée de la connaissance fournie par d’autres sur les préoccupations communes. Elle en est capable si les conditions (publicité, enquête) sont réunies et si elle reçoit une éducation qui développe son intelligence.
Ce souci d'ancrer la réflexion politique dans les problèmes effectifs que soulève une société explique que l'analyse deweyienne de l'industrialisation de la société l'ait conduit à penser qu'une réactivation de l'idéal démocratique implique de dépasser l'opposition entre le libéralisme et le collectivisme, notamment d'inspiration marxiste. Cette tentative le conduit à critiquer la position de Walter Lippmann, dont la critique du collectivisme s'explique parce qu'il l'a réduit au collectivisme d'État sur le modèle soviétique ou sur le modèle, atténué, du New Deal. Au contraire, la force des organisations, dans une société industrielle comme la nôtre, implique, pour Dewey, de penser un "collectivisme libéral", pour mieux refondre l'individualité, son pouvoir et sa liberté. Cette compréhension d'un socialisme qui ne serait plus étatique conduit Dewey à nourrir le libéralisme, tel qu'il souhaite le reconstruire, de motifs marxistes, dont il critique la forme dogmatique adoptée dans la plupart des courants communistes, mais dont il valide les intentions, à commencer par la compréhension de la société en termes de lutte des classes, l'importance du facteur économique pour comprendre les processus sociaux, et la nécessaire socialisation de l'industrie pour en finir avec l'"autocratie industrielle".

### Le public et ses problèmes
Le livre de Dewey Le Public et ses problèmes est publié en 1927 en partie pour traiter un thème abordé par Walter Lippmann dans ses deux livres : Public Opinion (1922) et The Phantom Public (1925). Les problématiques de base de ces ouvrages sont assez proches : « Il s'agit de dénoncer le mythe libéral de l'« omnicompétence » des citoyens » et d'étudier des pistes visant à une meilleure intégration du public dans le système de décision des pays qui à la fois deviennent des Grandes Sociétés et doivent s'insérer dans une société monde.

#### Le public et l'État
Pour Dewey, l'État n'a rien de métaphysique comme chez les hégéliens. Il ne dépend pas non plus d'une cause unique comme la volonté générale chez Jean-Jacques Rousseau, ni de raisons historiques ou psychologiques comme la peur chez Hobbes. L'État est de nature essentiellement fonctionnelle et tient à la nécessité de gérer les conséquences des actes des hommes. Pour lui, il y a un État parce que « les actes humains ont des conséquences sur d'autres hommes, que certaines de ces conséquences sont perçues, et que leur perception mène à un effort ultérieur pour contrôler l'action de sorte que certaines conséquences soient évitées et d'autres assurées ». C'est uniquement parce que les gens prennent conscience qu'une telle fonction doit être assurée qu'un public se forme et constitue un État. Pour Dewey, « l'État est l'organisation du public effectuée par le biais de fonctionnaires pour la protection des intérêts partagés par ses membres. Mais, ce qu'est le public, ce que sont les fonctionnaires, s'ils assurent convenablement leur fonction, voilà des choses que nous ne pouvons découvrir qu'en allant dans l'histoire ».

#### Le public et la politique
Dewey veut désubstantialiser la politique, c'est-à-dire ne pas la limiter aux cercles du pouvoir mais faire en sorte que les individus puissent enrichir et développer leur individualité en participant à la politique de façon concrète à partir des problèmes qui se posent à eux. Il n'y a organisation politique du public que s'il prend conscience de ses intérêts et de lui-même. Cette prise de conscience est facilitée par l'éducation et rendue plus efficiente par la théorie de l'enquête. La politique, pour Dewey, c'est quand des personnes indirectement affectées par un problème qui limite leur possibilité d'individuation deviennent actives non plus seulement au niveau social mais au niveau politique, c'est-à-dire pour promouvoir des régulations légales ou institutionnelles plus adaptées. Dit autrement : « la tâche essentielle du public est d'assurer un mouvement de passage entre les situations sociales problématiques et les actes de réglementation politique ». La formation de publics éclairés implique ainsi de poser adéquatement le problème des implications sociales et de la forme sociale de la connaissance.

##### John Dewey et le New Deal[115]
Dewey a écrit près de 150 textes pour commenter les différents aspects du New Deal pendant la période. Ses idées théoriques influencent Roosevelt et plusieurs de ses conseillers proches dont le juriste Adolf Berle et l’économiste Rexford Tugwell, notamment en ce qui concerne l’incapacité du libéralisme formel ou du laissez-faire à faire face aux problèmes créés par la société industrielle et, de manière corollaire, le besoin d’une intervention et d’une planification étatiques plus forte dans l’économie. Plusieurs recommandations politiques spécifiques de Dewey sont reprises par le New Deal telles que la distribution plus équitable des revenus, la taxation progressive, des programmes de rénovation urbaine par le logement, la sécurité sociale, l’aide directe aux pauvres, le renforcement des syndicats, le droit du travail.
Mais, pour John Dewey, le New Deal, même s’il va dans le bon sens, est loin d’être assez radical. Le New Deal ne démocratise pas assez l’économie et ne donne pas aux travailleurs la possibilité de définir leur intérêt dans la production, la distribution et la consommation. Il ne vise pas à organiser politique les citoyens pour créer une nouvelle culture de démocratie radicale (populaire, égalitaire, délibérative). Il ne tient pas assez en compte que la production et la consommation ne sont que des moyens, pas des fins en soi, la fin étant la production d’êtres humains libres associés entre eux dans un lien d’égalité. Il favorise le capitalisme plutôt que la démocratie, et ne questionne pas le statut et le pouvoir de la classe capitaliste.
Pour Dewey, le New Deal aurait dû créer un cadre institutionnel permettant aux citoyens de communiquer entre eux et d’arriver à une compréhension de leurs intérêts communs. Mais l’organisation effective de l’État ne va pas dans le sens de ce renforcement de la démocratie et le public est désorganisé. Le vide que ce public désorganisé laisse au sein de l’État est accaparé par les intérêts organisés, à savoir les intérêts capitalistes. Pour Dewey, le défi du libéralisme est de construire un État au service des intérêts de la communauté des citoyens et pas des intérêts capitalistes privés. Pour lui, les deux grands partis servent les intérêts du capitalisme. Il en ressort un mauvais gouvernement et des citoyens apathiques (car ils savent que leur vote ne change pas grand-chose).
Dewey critique le New Deal à partir de ce qu’il considère être une tradition éthique typiquement américaine de la démocratie dont les éléments centraux sont le droit et le devoir de chaque personne de participer au gouvernement de la localité, de l’État, de la nation, des idées morales centrées sur l’égalité, la liberté et l’individualisme (au sens de liberté et non au sens d’égoïsme) et la vision d’un gouvernement comme relevant de l’organisation volontaire et impliquant le droit de changer les institutions si elles ne répondent plus à l’intérêt commun. Pour lui, le socialisme représente le résultat de l’application de valeurs libérales dans le contexte de la société capitaliste américaine. Il appelle à une démocratie et à un libéralisme radicaux fondés sur l’intelligence comme guide de l’enquête et de l’action (ce qui implique d’utiliser les moyens à disposition, d’être flexible, de comprendre les défis et d’adopter une approche expérimentale).
Pour autant, Dewey ne se considère pas communiste car, pour lui, le communisme ne fait pas partie de la tradition américaine et ne tient pas compte du contexte américain, la doctrine communiste tend à l’uniformité tant pratique que théorique, ce qui est profondément antidémocratique, le communisme promeut la violence, ce que Dewey considère être une grave erreur et les tactiques des communistes américains (perversion des processus démocratiques, malhonnêteté intellectuelle, etc.) l’exaspèrent.
Le rapport entre Dewey et le New Deal n’est pas uniquement intellectuel. Entre 1928 et 1936, John Dewey participe activement à la League for Independent Political Action (en) (LIPA) et au People’s Lobby afin d’éduquer le public et de créer un troisième parti devant servir à faire passer le contrôle des mains des intérêts capitalistes à celles des citoyens, deux objectifs cruciaux selon lui. En 1933, Dewey participe activement à la formation de la Farmer Labor Political Federation et en devient le président d’honneur, avec l’objectif de fédérer les intérêts des fermiers et des ouvriers. En 1934, la FLPF remporte des succès électoraux dans les grands lacs (Minnesota, Wisconsin) et sur la côte ouest (État de Washington, Oregon, Californie). En 1936, ces tentatives de promouvoir un troisième parti échouent du fait de divers facteurs (factionnalisme, accords de certains avec Roosevelt, peur de se ridiculiser, peur de faire le jeu des Républicains, etc.).

## Éducation et démocratie chez Dewey

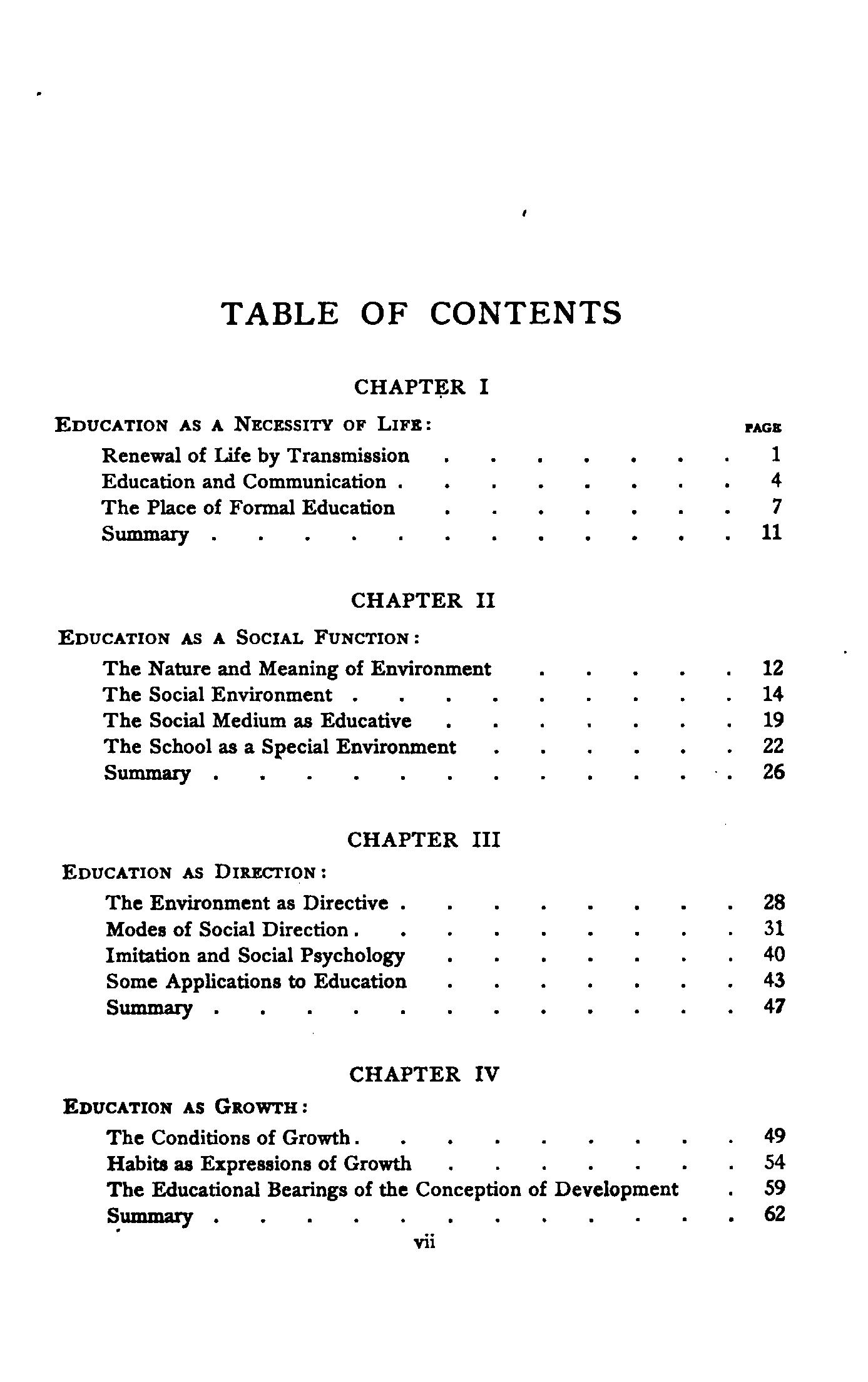
Table des matières du livre Democracy and Education

### L'University of Chicago Laboratory Schools
Lorsque Dewey arrive à Chicago en 1886, la ville compte de nombreux mouvements éducatifs progressistes : « la Société Herbart pour l'étude scientifique de l'enseignement, le Mouvement pour l'étude de l'enfant, le Mouvement pour l'éducation manuelle, le Mouvement hégélien de William Harris et le Mouvement du colonel Parker ». Dewey envoie ses enfants à l'école du colonel Parker, bien qu'Harris le voie comme un de ses disciples. En 1896, il crée une école-laboratoire au sein de l'université de Chicago, l'University of Chicago Laboratory Schools ; à ses débuts elle compte seize enfants et deux maîtres. En 1903, elle compte 140 élèves, 23 instituteurs et dix assistants. Les élèves dont les parents appartiennent au corps enseignant de l'université de Chicago sont peu nombreux. Dewey fixe à cette expérience deux objectifs : être une source d'inspiration pour d'autres et constituer un centre de recherche dans le domaine de la pédagogie.
Les élèves sont répartis en onze groupes d'âge et vont « en classe pour faire des choses : cuisiner, coudre, travailler le bois et utiliser des outils pour des actes de construction simples, et c'est dans le contexte et à l'occasion de ces actes que s'ordonnent les études : écriture, arithmétique, etc. ». L'école expérimentale, pour Westbrook, est d'abord « une expérience d'éducation à la démocratie ». L'esprit démocratique ne doit pas seulement animer les élèves mais également les enseignants qui doivent participer à la gestion des établissements. Dewey est critique sur ce qui s'est passé aux États-Unis où le pouvoir à l'école est passé des politiques aux directeurs sans que le caractère autocratique du pouvoir n'ait été modifié. Pour lui, la participation des élèves est importante. Il écrit à ce propos : « tant qu'on ne s'attache pas à créer des conditions obligeant l'enfant à participer activement à la construction personnalisée de ses propres problèmes et à concourir à la mise en œuvre des méthodes qui lui permettront de les résoudre (fût-ce au prix d'essais et d'erreurs multiples), l'esprit ne peut être réellement libéré »
À la suite du rattachement de l'école de Francis Parker en 1903, les enseignants de celle-ci refusent la participation à l'école de « M. et Mme Dewey ». Ce désaccord est tranché en leur faveur par le président de l'université de Chicago, qui congédie l'épouse de Dewey, lequel démissionne en 1904.

### Pragmatisme, instrumentalisme et pédagogie
La pédagogie de Dewey est très marquée par son instrumentalisme qui veut que la pensée aide l'humanité à survivre et à accroître son bonheur. Tout comme sa philosophie est basée sur le refus du dualisme entre pensée et pratique et sur une interaction entre les deux, de même, l'école a pour fonction de partir de l'expérience des enfants et de lui donner une direction à partir des quatre impulsions qui sont : « de communiquer, de construire, de chercher à savoir et d'affiner son expression ».

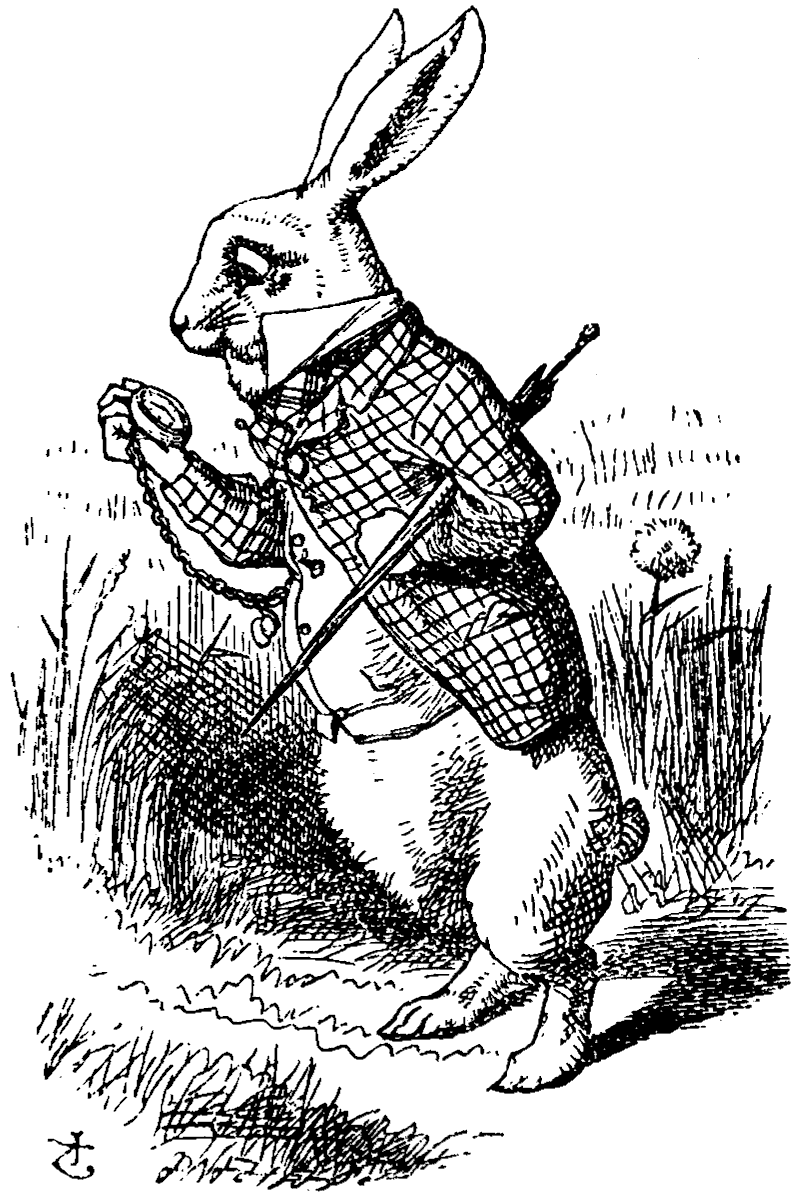
Le Lapin blanc d'Alice au pays des merveilles.

Cette façon de voir le distingue des deux courants pédagogiques qui s'opposent vers 1890, à savoir : les traditionalistes et les partisans d'une pédagogie « centrée sur l'enfant ». Aux premiers, il reproche de ne pas établir de liens entre ce qui est enseigné et les intérêts et activités des enfants. Aux seconds, il reproche d'être trop centrés sur l'enfant et d'oublier la société, la réalité économique. Pour Dewey, en effet, il ne faut pas « traiter les intérêts et les capacités de l'enfant comme des choses significatives par elles-mêmes », car « les faits et les vérités qui entrent dans l'expérience de l'enfant et ceux que renferment les programmes d'étude sont le terme initial et le terme final d'une même réalité. »
La pédagogie de Dewey est en général considérée comme très exigeante pour l'enseignant. Matthew et Edwards, deux auteurs qui ont étudié sa pédagogie, comparent le rôle de l'institutrice à celui d'Alice dans le roman de Lewis Carroll : « comme Alice, écrivent-ils, l'institutrice doit passer avec ses enfants derrière le miroir et, dans ce prisme de l'imaginaire, elle doit voir toutes choses avec leurs yeux et avec les limites qui sont celles de leur expérience ; mais, lorsque la nécessité s'en fait sentir, elle doit être capable de recouvrer sa vision exercée et, avec le point de vue réaliste de l'adulte, de fournir aux enfants les repères du savoir et les outils de la méthode ».

### Démocratie et éducation
Longtemps, John Dewey a perçu la pédagogie comme « un moyen essentiel de démocratisation de la vie américaine » avant de miser davantage sur l'action politique. In fine, pourtant, selon Westbrook, la diffusion de la philosophie s'est plus réalisée à travers son œuvre pédagogique qu'à travers ses ouvrages philosophiques. Il écrit son ouvrage plus abouti sur la pédagogie, Démocratie et éducation, en 1916 juste avant de produire ses grandes œuvres philosophiques. Le succès de ce livre, régulièrement réédité en anglais, tient à ce qu'il pose les questions de fonds sur l'enfant et la société qui s'ouvre devant lui. Selon Gérard Deledalle, pour Dewey, « l'école n'est pas un moyen d'adapter l'enfant à la société des adultes, quelle qu'elle soit ; l'école est la société où l'enfant se prépare à la société qui sera la sienne demain ».
Pour Dewey, la fonction essentielle de l'école est d'aider l'enfant à acquérir du « caractère », c'est-à-dire une « somme d'habitudes et de vertus qui lui permettront de se réaliser pleinement ». Pour cela, il faut utiliser au mieux le désir inné qu'il perçoit chez les enfants, « de donner, de faire, c'est-à-dire de servir ». Il se méfie d'une école basée sur la crainte et la rivalité car elle fait perdre le sens de la communauté au profit de motivations individualistes. Ce type d'école conduit également les plus faibles à perdre leur capacité et à intérioriser leur position d'infériorité scolaire. Au contraire, elle doit favoriser le sens social et démocratique en étant une communauté coopérative, c'est-à-dire « une institution qui soit, provisoirement, un lieu de vie pour l'enfant, où l'enfant soit un membre de la société, ait conscience de cette appartenance et accepte d'apporter sa contribution ».

### Dewey et l'éducation progressive
Selon Gérard Deledalle, « Dewey est considéré comme le théoricien — le porte-parole, le représentant et le symbole de l'éducation progressive en Amérique et dans le monde, qu'on l'en félicite ou qu'on lui en fasse le reproche ». Les reproches viendront très rapidement aux États-Unis et dès la fin des années 1920, il lui sera reproché tout ce qui ne va pas dans le système éducatif de son pays. Ailleurs, son influence se fait également ressentir, notamment dans la réforme chinoise de 1922. En Irak, il a eu de nombreux disciples dont Mohammed Fadhel Jamali.
Une des forces de la pédagogie de Dewey, ce qui le distingue des autres pédagogies progressives américaines, tient à ce qu'il ne propose pas des recettes mais des méthodes d'expérimentation. Il eut aussi la chance d'avoir des disciples compétents : William H. Kilpatrick, Georges Counts et John L. Childs. Toutefois si Dewey est classé parmi l'éducation progressive, il n'appartient pas à « l'école progessiste « romantique » » centrée sur l'enfant et la réalisation du soi. En effet, conformément à sa philosophie, l'enfant, comme tout individu, interagit avec son environnement et son moi se heurte aux contraintes de la réalité et lui font faire des expériences d'adaptation.
Il ne participe pas aux congrès de la Ligue internationale pour l'éducation nouvelle, hormis celui de 1934 en Afrique du Sud, mais, traduit en français dès 1913, il est considéré comme une référence par des praticiens francophones de l'école nouvelle comme Célestin Freinet, Roger Cousinet ou Ovide Decroly, et d'autres partisans des méthodes de pédagogie active. Entre Dewey et eux, il existe une différence de perspective. Ce sont d'abord des pédagogues, même s'ils sont conscients des enjeux politiques et sociaux de l'école. Dewey est d'abord un philosophe qui intègre d’emblée la pédagogie dans le cadre plus vaste de sa pensée philosophique. Sa pédagogie est également proche sur certains points de celle du sociologue français Émile Durkheim. Tous deux donnent à l'école la mission de faire vivre un sentiment de société et assigne au maître d'école un rôle de coordinateur. Toutefois leur conception de la nature humaine est radicalement différente. Durhkeim voit l'enfant comme une table rase dont « il faut que, par les voies les plus rapides, à l'être égoîste et asocial qui vient de naître, elle [la société] en ajoute un autre, capable de mener une vie morale et sociale ». Dewey voit dans cette perception de l'homme des réminiscences du dualisme âme/corps. L'immaturité de l'enfant n'est pas un manque, elle est plutôt la base à partir de laquelle il va pouvoir faire des expériences, c'est « une force positive, une capacité d'agir, une possibilité de croissance qui ne demande qu'à être stimulée et dirigée ».

#### La philosophie de l'éducation
En 1916, il publie le livre « Démocratie et éducation » qui est un vrai classique. Dans son livre, Dewey écrit qu'un changement est nécessaire dans deux domaines, l'école et la société civile, en particulier en vue de stimuler la créativité et le pluralisme et de construire une société sociale, où les systèmes tels que le gouvernement, l'église et les entreprises sont en équilibre, une contrepartie du système totalitaire.
Dewey est convaincu que les élèves apprennent principalement en faisant de l'éducation progressive. Il considère qu'il est important que les intérêts et les besoins des étudiants soient soigneusement pris en compte. Il est essentiel de permettre la découverte du monde, de préférence à travers un programme interdisciplinaire, tel que l'enseignement par projet, dans lequel les élèves peuvent entrer ou sortir de la classe de leur propre initiative, l'enseignant apportant plus de soutien et de facilitation.
Pour John Dewey et d'autres pragmatiques, apprendre par la pratique est très important, ils sont convaincus que les étudiants ou d'autres personnes qui apprennent devraient vivre la réalité telle qu'elle est. Du point de vue pédagogique de John Dewey, cela signifie que les élèves doivent s'adapter à leur environnement pour apprendre.
Selon lui, ce n'est pas seulement l'élève qui apprend, mais c'est l'expérience des élèves et des enseignants ensemble qui apporte une valeur ajoutée aux deux.
Ce qui précède montre que John Dewey est un partisan des réformes progressives de l'éducation. Il est convaincu que le système éducatif présente des défauts et doit se concentrer sur l'apprentissage par la pratique. Lui et sa femme Harriet ont donc créé leur propre école primaire expérimentale en 1894 : l'école élémentaire universitaire.
De 1894 à 1904, Dewey se concentre sur une expérience pédagogique "Laboratory School" de l'Université de Chicago : les étudiants ne sont pas enseignés sur des matières standards, mais travaillent sur des sujets à travers un "projet". Cette école fait actuellement partie des cinq meilleures écoles du pays. Plus de vingt-cinq ans plus tard, en 1919, Dewey a fondé la New School for Social Research avec ses collègues Charles Beard, James Harvey Robinson et Wesley Slair Mitchell. C'était une autre école expérimentale et progressive qui stimulait le libre-échange d'idées dans les domaines de l'art et des sciences sociales.

## Influence et postérité

### Quelques regards critiques

#### Critique de la philosophie de Dewey par Russell et Santayana

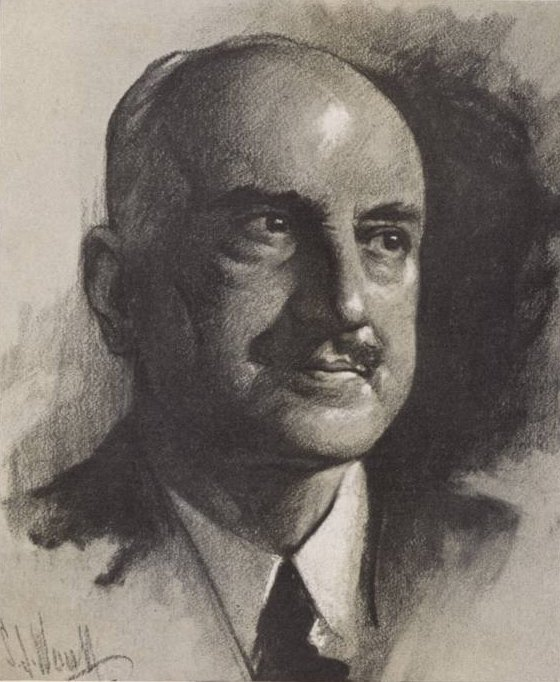
George Santayana, un philosophe critique vis-à-vis de la philosophie Dewey.

Selon Bertrand Russell, la vérité pour les philosophes professionnels est le plus souvent « statique et finale, parfaite et éternelle » et, en terme religieux, peut être identifiée à la raison divine ou la rationalité que nous partageons avec Dieu. Russell tient la table de multiplication comme étant la perfection en matière de vérité. D'une manière générale chez ce philosophe, la vérité est liée avec les mathématiques. Dewey, au contraire, partage avec Hegel une vision plus organique du monde, mais alors que chez le philosophe allemand, l'existence d'un absolu n'est pas remise en cause, au contraire, chez Dewey tout est processus sans idée d'éternité ou d'ordre éternel de la nature. Où, plutôt pour Russell, cet ordre sous-tend la théorie de Dewey sans qu'il arrive à comprendre jusqu'à quel point Dewey en est conscient.
Bertrand Russell estime que la principale divergence entre lui et Dewey est « qu'il juge une croyance par ses effets alors que moi je la juge par ses causes ». « Si la vérité est déterminée par ce qui est arrivé, elle est indépendante de volonté présente ou future ». Au contraire, voir la vérité comme assertabilité garantie comme chez Dewey, introduit une possibilité pour l'homme de peser sur ce qui doit être asserté. C'est ainsi que pour Russell, un partisan de Dewey ingénieux pourrait arriver à l'assertabilité garantie que Jules César n'a pas franchi le Rubicon.
Pour Russell, la pensée de Dewey est très liée au monde de la révolution industrielle et il se déclare d'accord avec George Santayana lorsque ce dernier écrit « chez Dewey, comme dans la science et l'éthique présente, il y a une forte tendance quasi-hégélienne à dissoudre l'individu dans ses fonctions sociales, comme tout ce qui est substantiel et véritable en quelque chose de relatif et de transitoire ».

#### Critique de la démocratie délibérative de Dewey par Posner
Pour Richard Posner, le mot démocratie a deux significations principales chez Dewey. La première consiste en une perception épistémique de la démocratie qui rompt à travers la théorie de l'enquête avec une démarche de recherche essentiellement individualiste. La seconde réside dans une vision de la démocratie comme système de décision politique où les décideurs sont élus. Posner nomme « démocratie délibérative » la tentative de Dewey de concevoir la démocratie ni comme un conflit d'intérêts comme dans la théorie des choix publics, ni comme une agrégation de préférences comme les disciples de Jeremy Bentham, ni comme une surveillance de l'élite au pouvoir à la façon de Joseph Schumpeter, mais comme une mise en commun de différentes approches suivie de débats pour sélectionner la meilleure. Selon Posner, « cette démocratie délibérative est presque aussi purement une espérance d'un irréalisme sans espoir que le gouvernement par des gardiens platoniciens ». Selon lui, un des seuls avantages de ce système est permettre aux politiques de prendre le « pouls de l'opinion publique ».
Posner adresse plusieurs autres critiques à John Dewey. Il estime que, comme bien des intellectuels, il « exagère l'importance de la connaissance et de l'intelligence dans les affaires publiques ». Par ailleurs, il craint qu'impliquer les citoyens dans la vie publique soit plus susceptible d'affaiblir la démocratie que la renforcer. À cela deux raisons. D'une part, l'implication des citoyens risque plus d'exacerber les conflits que d'en faciliter une résolution rationnelle. D'autre part, les citoyens connaissent surtout leurs intérêts. Les impliquer dans la vie publique leur fait aborder des champs qu'ils connaissent mal et risque fort de les distraire de la poursuite de leurs affaires de sorte que la vie publique et la vie privée vont en pâtir. Si, selon Richard Posner, la démocratie représentative, qui est de nature aristocratique au sens aristotélicien du terme de gouvernement par les meilleures, est supérieure, l'important pour lui est ailleurs. Il est d'abord dans la liberté d'expression et dans celle d'enquêter comme le soulignait déjà John Stuart Mill dans son livre Liberté.

### Dewey, l'école institutionnaliste américaine et le«capitalisme raisonnable»

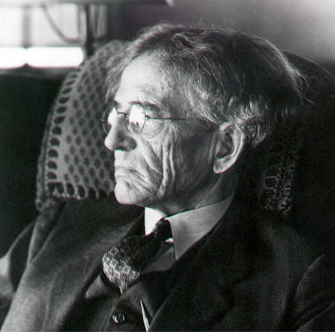
John Rogers Commons, un économiste américain marqué par la philosophie de Dewey.

Des économistes se sont intéressés aux liens entre la philosophie de John Dewey et l'institutionnalisme américain. Pour Rick Tilmman, « la théorie politique instrumentaliste de John Dewey constitue la contrepartie politique de l'institutionnalisme économique », Laure Bazzoli et Véronique Dutraive ont étudié d'une part l'influence de la philosophie pragmatique de Dewey et de Peirce sur l'épistémologie de l’institutionnalisme américain puis sur le lien entre la philosophie de Dewey et les réflexions de John Rogers Commons sur le capitalisme raisonnable.
Il est possible de discerner au moins deux grands points de convergence entre le pragmatisme, notamment celui de Dewey, et l'institutionnalisme américain. D'une part, tout comme le pragmatisme de Dewey, les institutionnalistes rejettent le dualisme cartésien qui permet à l'école néoclassique de considérer comme hors de son champ la psychologie de l'être humain pour se centrer sur la rationalité. C'est ainsi que Veblen va mettre en avant les instincts, les habitudes et les transactions et Commons la volonté, les coutumes et les transactions. D'autre part, l'individu chez Dewey n'est pas isolé et n'est pas seulement réactif à son environnement mais cherche à s'adapter à son environnement de façon plus complexe et plus globale, notamment à travers les institutions (lois, transactions, gouvernements, organisations etc.) que dans la théorie néoclassique. Commons traduit le concept d'individualité de Dewey en considérant l'individu comme une personne et « un esprit institutionnalisé ».
John Rogers Commons reprend la théorie de l'enquête de Dewey et, comme lui, voit la démarche scientifique comme la « réduction [de la philosophie sociale] en théories et hypothèses pour l'investigation ». Commons va mettre en œuvre des enquêtes sociales dans ses recherches « pour rendre la capitalisme meilleur ». Pour Bazzoli et Dutraive, la convergence entre John Dewey et John Rogers Commons s'étend à leur philosophie sociale fondée sur la démocratie. Elles considèrent également que les valeurs raisonnables et la pratique du capitalisme raisonnables « peuvent constituer le prolongement cohérent de la philosophie de Dewey et le rendre opératoire dans le domaine de la vie économique, comme point d'ancrage essentiel, dans le monde, d'une « démocratie créatrice » ». À la question : qu'est-ce une valeur raisonnable chez Commons ?, il est possible de répondre que ce sont des valeurs qui ont émergé d'un processus à la Dewey de résolutions successives de problèmes. Toutefois, Commons est plus concret que Dewey et ses processus incluent les arrêts de la Cour suprême des États-Unis ou d'instances politiques.

### Présence de la pensée de Dewey aujourd'hui
John Dewey est le philosophe américain le plus influent durant la première moitié de XXe siècle. Puis sa pensée connait une éclipse. Durant cette période, sa vision de la démocratie est vue par Reinhold Niebuhr et les réalistes qui dominent la pensée politique comme relevant d'un optimisme aveugle. À cette période, sa théorie de l'enquête est souvent perçue, tant à gauche qu'à droite, comme une reprise creuse et peut-être dangereuse de la méthode scientifique. Avec le déclin de la philosophie analytique, son œuvre revient sur le devant de la scène. Ce mouvement de retour à Dewey et au pragmatisme est lancé par plusieurs philosophes, dont Richard Rorty et Hilary Putnam pour ne citer que les plus influents. De nos jours Dewey est souvent considéré comme un précurseur des philosophes Charles Taylor et Jürgen Habermas, tout comme une des sources d'inspiration des notions de démocratie délibérative ou participative.
Si en Angleterre la pensée de Dewey fut très discutée et critiquée, notamment par Bertrand Russell, en France sa pensée philosophique a été longtemps ignorée, seuls certains de ses livres de pédagogie ayant été traduits. Sa philosophie ne sera réellement connue et étudiée qu'à partir de 1967 par notamment la traduction par Gérard Deledalle du livre La Logique. Depuis, ses principaux ouvrages sont disponibles en français.
Après sa mort, les opposants aux méthodes progressistes en pédagogie, comme Allan Bloom, ont eu tendance à faire de Dewey le coupable dans tout ce qui ne va pas dans le système éducatif américain et à en faire le représentant d'une école centrée sur l'enfant d'inspiration romantique et rousseauiste, ce qu'il n'était pas et ce qu'il avait récusé très fortement. Malgré tout, la pensée pédagogique de Dewey reste forte aux États-Unis et gagne du terrain en France, pays pourtant marqué par la pensée d'Émile Durkheim[Quoi ?]. Au niveau mondial, Meuret [Qui ?] considère le programme PISA comme proche de la pensée de Dewey. S'il ne croit pas qu'il ait été conçu par des disciples de Dewey, malgré tout la proximité de démarche est pour lui un signe de la fécondité de la pédagogie de Dewey.
Récemment[Quand ?] des articles de journaux ont mis l'accent sur l'influence de la pensée de Dewey sur le président Obama,. De façon plus anecdotique, l'anthropologue Alice Dewey (en), une des petites-filles de John Dewey, a dirigé la thèse de la mère d'Obama, Ann Dunham et ses filles ont été scolarisées dans une école à « pédagogie Dewey ».

## Œuvres

### Essais et traités
- Psychology, New York, Harper and Bros (réimpr. 1890, 1967, 2011) (1re éd. 1886), 454 p. (OCLC 8716537, LCCN 10013718, lire en ligne)
- Leibniz's New Essays on Human Understanding:, Chicago, Illinois, S.C. Grigg and Company, coll. « German philosophical classics for English readers and students » (réimpr. 1961, 2012, 2019) (1re éd. 1888), 302 p. (OCLC 843195206, lire en ligne),
- Outlines of a Critical Theory of Ethics, Ann Arbor, Michigan, the Inland Press (réimpr. 1957, 1969, 2015, 2023) (1re éd. 1891), 274 p. (OCLC 2811092, lire en ligne),
- The Study of Ethics : A Syllabus, Ann Arbor, Michigan, Inland Press (réimpr. 2009, 2012, 2018, 2023) (1re éd. 1894), 168 p. (OCLC 854967896, lire en ligne),
- The School and Society, Chicago, Illinois, University of Chicago Press (réimpr. 1942, 1949, … 2001, 2006, 2008, 2022) (1re éd. 1899), 146 p. (OCLC 1349507554, LCCN 00004840, lire en ligne),
- Psychology and Social Practice, Chicago, Illinois, University of Chicago Press, coll. « Contributions to Education » (no 2) (réimpr. 1916, 2014, 2022) (1re éd. 1901), 54 p. (OCLC 3924004, LCCN 02016219, lire en ligne),
- The Child and the Curriculum, Chicago, Illinois, University of Chicago Press, coll. « Contributions to Education » (no 5) (réimpr. 1908, 2011, 2012) (1re éd. 1902), 48 p. (OCLC 2138650, LCCN 02020883, lire en ligne),
- Studies in Logical Theory, Chicago, Illinois, The University of Chicago press (réimpr. 1980, 2003, 2017) (1re éd. 1903), 416 p. (OCLC 269183, LCCN 03022549, lire en ligne),
- John Dewey et James Hayden Tufts, Ethics, New York, H. Holt and Company, coll. « American science series » (réimpr. 1932, 1947, 2014, 2018) (1re éd. 1908), 552 p. (ISBN 9781406703962, OCLC 1086533, lire en ligne)
- Moral Principles in Education, Boston, New York, Chicago, Houghton Mifflin Company, coll. « The Riverside Educational Monographs » (réimpr. 1975, 2008) (1re éd. 1909), 84 p. (ISBN 9781434470218, OCLC 1413481776, LCCN 09018944, lire en ligne),
- John Dewey et James H. Tufts, Ethics, New York, Henry Holt and Company (réimpr. 1914, 1932, 2014, 2018) (1re éd. 1910), 650 p. (ISBN 9781377546377, OCLC 7334375618, lire en ligne),
- How we Think : a Restatement of the Relation of Reflective Thinking to the Educational Process, Boston, Massachusetts, D. C. Heath Company (réimpr. 1991, 1997, 2005) (1re éd. 1910), 320 p. (ISBN 9780486298955, OCLC 1296650218, lire en ligne)
- The Influence of Darwin on Philosophy : And Other Essays in Contemporary Thought, New York, Henry Holt and Co. (réimpr. 1951, 1965, 2006, 2007) (1re éd. 1910), 328 p. (ISBN 9780809327003, OCLC 1317867534, lire en ligne)
- Democracy and Education : An Introduction to the Philosophy of Education, New York, The Macmillan company, coll. « Text-book series » (réimpr. 1997, 2004) (1re éd. 1916), 458 p. (OCLC 1148099713, LCCN 16007522, lire en ligne),
- Essays in Experimental Logic, Chicago, Illinois, The University of Chicago Press (réimpr. 1920, 1953, 1975, 2004, 2018) (1re éd. 1916), 460 p. (OCLC 467019, LCCN 16014107, lire en ligne)
- Citizens of tomorrow the contribution of the public schools to national preparedness, New York, Public Education Association of the City of New York, coll. « Bulletin » (no 31), 1917, 36 p. (OCLC 81054125, lire en ligne)
- Reconstruction in Philosophy, New York, Henry Holt and company (réimpr. 1971, 2004) (1re éd. 1920), 238 p. (LCCN 20017102, lire en ligne)
- Human nature and conduct : An introduction to social psychology, New York, Henry Holt and Company (réimpr. 1957, 2008, 2011) (1re éd. 1922), 362 p. (LCCN 22004249, lire en ligne)
- Experience and Nature, Chicago & Londres, Open court publishing company, coll. « Lectures upon the Paul Carus Foundation » (réimpr. 1929, 2000, 2008,) (1re éd. 1925), 464 p. (LCCN 25004301, lire en ligne),
- The Public and its Problems, Denver, Colorado, Alan Swallow, coll. « Swallow Paperbook » (no 11) (réimpr. 1954, 2012, 2016) (1re éd. 1927), 240 p. (OCLC 60948538, lire en ligne),
- The Quest for Certainty : a Study of the Relation of Knowledge and Action, New York, Minton, Balch & Company, coll. « Gifford Lectures », 1929, 332 p. (OCLC 470208753, lire en ligne),
- Art as Experience, New York, Minton, Balch & company (réimpr. 1980, 2005) (1re éd. 1934), 392 p. (ISBN 9780399531972, OCLC 256097828, LCCN 34027080, lire en ligne),
- A Common Faith, New Haven, Connecticut, Yale University Press (réimpr. 1991, 2013) (1re éd. 1934), 100 p. (LCCN 90113522, lire en ligne),
- Liberalism and Social Action, New York, G. P. Putnam's Sons, coll. « The Page-Barbour Lectures » (réimpr. 1963, 1999) (1re éd. 1935), 112 p. (LCCN 35015252, lire en ligne),
- Experience and Education, 1938
- Logic : The theory of inquiry, New York, Henry Holt and Company (réimpr. 1949, 1955, 1991, 2008, 2013) (1re éd. 1938), 568 p. (OCLC 919991002, LCCN 38027918, lire en ligne),
- Freedom and Culture, New York, G.P. Putnam's Sons, coll. « Minton Balch book » (réimpr. 1979, 1989) (1re éd. 1939), 194 p. (OCLC 232933, LCCN 39027972, lire en ligne),
- John Dewey et Arthur Fisher Bentley, Knowing and the Known, Boston, Massachusetts, Beacon Press (réimpr. 1960, 1976) (1re éd. 1949), 360 p. (lire en ligne),
- Ethics of Democracy dans Jo Ann Boydston (dir.), The Early Works, 1882-1898, vol. 1, Carbondale, Illinois, Southern Illinois University Press, 1969-1975, p. 246 et suivantes
- Christianity and Democracy dans Jo Ann Boydston (dir.), The Early Works, 1882-1898, vol. 4, Carbondale, Illinois, Southern Illinois University Press, 1969-1975, p. 9 et suivantes
- The Future of Liberalism dans Jo Ann Boydston (dir.), The Later Works, 1882-1898, vol. 11, Carbondale, Illinois, Southern Illinois University Press, 1981-1990, p. 291 et suivantes
- The Middle Works, 1899-1924, Londres et Amsterdam, Southern Illinois University Press/Feffer & Simons, 1977
- Philosophy & Education in Their Historic Relations, Westview Press, 1993
- The Political Writings, Cambridge, Mass., Hackett, 1993

#### Éditions francophones
- Mon credo pédagogique [« My Pedagogic Creed, 1897 »] (trad. Ou Tsui Chen), Paris, Vrin, 1958 (1re éd. 1931)
- L’École et la société [« The School and Society, 1900 »]
- Comment nous pensons [« How we Think, 1910 »] (trad. O. Decroly), Paris, Flammarion, coll. « Bibliothèque de philosophie scientifique », 1925
- Dewey (trad. R. Duthil), Les Écoles de demain [« Schools of Tomorrow, 1915 »], Paris, Flammarion, 1931
- Démocratie et éducation [« Democracy and Education, 1916 »] (trad. Gérard Deledalle), Paris, Armand Colin et Nouveaux Horizons, 1990 (1re éd. 1975) (présentation en ligne)
- Liberté et culture [« Freedom and Culture, 1939 »] (trad. Pierre Messiaen), Paris, Aubier, 1955
- Logique : la théorie de l'enquête (trad. de l'anglais par Gérard Deledalle), Paris, Presses universitaires de France, coll. « L'interrogation philosophique », 1993, 2e éd. (1re éd. 1967), 693 p. (ISBN 2-13-045176-4 et 978-2130451761)
- Le Public et ses problèmes (trad. de l'anglais par Joëlle Zask), Paris, Folio, coll. « Folio essais », 23 avril 2010 (réimpr. 2010 Éditions Farrago/Université de Pau) (1re éd. 2003), 336 p. (ISBN 978-2-07-043587-6)
- Reconstruction en philosophie (trad. Patrick Di Mascio), Éditions Farrago/Université de Pau, 2003
- Comment nous pensons (trad. Ovide Decroly), Les Empêcheurs de penser en rond, coll. « Comment faire de la philosophie ? », 2004 (1re éd. 1909), 293 p. (ISBN 978-2-84671-117-3)
- L'École et l'enfant, Éditions Fabert, 2004 (1re éd. 1913)
- L'Art comme expérience (trad. Jean-Pierre Cometti et al.), Gallimard, 2010 (1re éd. 2005)
- La Formation des valeurs (trad. Alexandra Bidet, Louis Quéré et Gérôme Truc), Paris, La Découverte, 2011
- Expérience et Nature [« Experience and Nature »] (trad. Joëlle Zask), Éditions Gallimard, 2012
- (trad. de Nathalie Ferron) Après le libéralisme ? Ses impasses, son avenir (Liberalism and Social Action, 1935), Ed. Climats-Flammarion, janvier 2014)
- (trad. Philippe Pignarre), A propos de "Leur morale et la nôtre" (On "Their Morals And Ours"'' in The New International, no 8, vol. IV, aout 1938)'in John Dewey, Léon Trotsky Leur morale et la nôtre, Paris, Les empêcheurs de penser en rond-La Découverte, Mars 2014
- (trad Michel Guy Gouverneur), L'expérience et la nature (Experience and nature, 1925), l'Harmattan, novembre 2014
- (trad. Patrick Savidan), La quête de la certitude (The quest of certainty, 1929), Gallimard, novembre 2014
- (trad. Lucie Chataigné Pouteyo, Claude Gautier, Stéphane Madelrieux et Emmanuel Renault), L'influence de Darwin sur la philosophie et autres essais de philosophie contemporaine (The Influence of Darwin on Philosophy : And other essays in contemporary thought, 1910), Gallimard, mai 2016
- (trad. Joëlle Zask et Jean-Pierre Cometti), Écrits Politiques (Political Writings. A selection), Gallimard, Février 2018
- (trad. Joan Stavo-Debauge), Écrits sur les religions et le naturalisme. Genève : Editions ies, 2019, 344 p.
- (trad. Patrick Di Mascio), Éthique (Ethics, 1908), Gallimard, novembre 2021
- Nature humaine et conduite : Introduction à la psychologie sociale [« Human nature and Conduct : An introduction to social psychology »] (trad. de l'anglais américain par Bertrand Rougé), Paris, France, Gallimard, 1923, 256 p. (ISBN 9782070144617),

### Articles

#### Années 1880-1899
- « The Metaphysical Assumptions of Materialism », The Journal of Speculative Philosophy, vol. 16, no 2,‎ avril 1882, p. 208-213 (6 pages) (lire en ligne),
- « The Pantheism of Spinoza », The Journal of Speculative Philosophy, vol. 16, no 3,‎ juillet 1882, p. 249-257 (9 pages) (lire en ligne),
- « Knowledge and the Relativity of Feeling », The Journal of Speculative Philosophy, vol. 17, no 1,‎ janvier 1883, p. 56-70 (15 pages) (lire en ligne),
- « Kant and Philosophic Method », The Journal of Speculative Philosophy, vol. 18, no 2,‎ avril 1884, p. 162-174 (13 pages) (lire en ligne),
- « Education and the Health of Women », Science, vol. 6, no 141,‎ 16 octobre 1885, p. 341-342 (2 pages) (lire en ligne),
- « The Psychological Standpoint », Mind, vol. 11, no 41,‎ janvier 1886, p. 1-19 (19 pages) (lire en ligne ),
- « Psychology as Philosophic Method », Mind, vol. 11, no 42,‎ avril 1886, p. 153-173 (21 pages) (lire en ligne ),
- « Inventory of Philosophy Taught in American Colleges », Science, vol. 7, no 167,‎ 16 avril 1886, p. 353-355 (3 pages) (lire en ligne),
- « "Illusory Psychology" », Mind, vol. 12, no 45,‎ janvier 1887, p. 83-88 (6 pages) (lire en ligne ),
- « Knowledge as Idealisation », Mind, vol. 12, no 47,‎ juillet 1887, p. 382-396 (15 pages) (lire en ligne ),
- « On Some Current Conceptions of the Term `Self' », Mind, vol. 15, no 57,‎ janvier 1890, p. 58-74 (17 pages) (lire en ligne ),
- « Moral Theory and Practice », International Journal of Ethics, vol. 1, no 2,‎ janvier 1891, p. 186-203 (18 pages) (lire en ligne),
- « The Present Position of Logical Theory », The Monist, vol. 2, no 1,‎ octobre 1891, p. 1-17 (17 pages) (lire en ligne),
- « Green's Theory of the Moral Motive », The Philosophical Review, vol. 1, no 6,‎ novembre 1892, p. 593-612 (20 pages) (lire en ligne),
- « The Superstition of Necessity », The Monist, vol. 3, no 3,‎ avril 1893, p. 362-379 (18 pages) (lire en ligne),
- « Self-Realization as the Moral Ideal », The Philosophical Review, vol. 2, no 6,‎ novembre 1893, p. 652-664 (13 pages) (lire en ligne),
- « Austin's Theory of Sovereignty », Political Science Quarterly, vol. 9, no 1,‎ mars 1894, p. 31-52 (22 pages) (lire en ligne),
- « The Ego as Cause », The Philosophical Review, vol. 3, no 3,‎ mai 1894, p. 337-341 (5 pages) (lire en ligne),
- « The Influence of the High School upon Educational Methods », The School Review, vol. 4, no 1,‎ janvier 1896, p. 1-12 (12 pages) (lire en ligne),
- « Psychology of Number », Science, New Series, vol. 3, no 60,‎ 21 février 1896, p. 286-289 (4 pages) (lire en ligne),
- « The Psychology of Effort », The Philosophical Review, vol. 6, no 1,‎ janvier 1897, p. 43-56 (14 pages) (lire en ligne),
- « Evolution and Ethics », The Monist, vol. 8, no 3,‎ avril 1898, p. 321-341 (21 pages) (lire en ligne),
- « Social Interpretations: Rejoinder », The Philosophical Review, vol. 7, no 6,‎ novembre 1898, p. 629-630 (2 pages) (lire en ligne),
- « The Sense of Solidity », Science, New Series, vol. 8, no 202,‎ 11 novembre 1898, p. 675 (1 page) (lire en ligne),

#### Années 1900-1909
- « Psychology and Social Practice », Science, New Series, vol. 11, no 270,‎ 2 mars 1900, p. 321-333 (13 pages) (lire en ligne),
- « Some Stages of Logical Thought », The Philosophical Review, vol. 9, no 5,‎ septembre 1900, p. 465-489 (25 pages) (lire en ligne),
- « The Evolutionary Method as Applied to Morality », The Philosophical Review, vol. 11, no 2,‎ mars 1902, p. 107-124 (18 pages) (lire en ligne),
- « The Evolutionary Method as Applied to Morality: II. Its Significance for Conduct », The Philosophical Review, vol. 11, no 4,‎ juillet 2002, p. 353-371 (19 pages) (lire en ligne),
- « The School as Social Center », The Elementary School Teacher, vol. 3, no 2,‎ octobre 1902, p. 73-86 (14 pages) (lire en ligne),
- « Editorial: The University of Chicago School of Education », The Elementary School Teacher, vol. 3, no 3,‎ novembre 1902, p. 200-203 (4 pages) (lire en ligne),
- « Emerson-The Philosopher of Democracy », International Journal of Ethics, vol. 13, no 4,‎ juillet 1903, p. 405-413 (9 pages) (lire en ligne),
- « Democracy in Education », The Elementary School Teacher, vol. 4, no 4,‎ décembre 1903, p. 193-204 (12 pages) (lire en ligne),
- « Notes Upon Logical Topics », The Journal of Philosophy, Psychology and Scientific Methods, vol. 1, no 3,‎ 4 février 1904, p. 57-62 (6 pages) (lire en ligne),
- « Notes Upon Logical Topics: II. The Meanings of the Term Idea », The Journal of Philosophy, Psychology and Scientific Methods,, vol. 1, no 7,‎ 31 mars 1904, p. 175-178 (4 pages) (lire en ligne)
- « The Philosophical Work of Herbert Spencer », The Philosophical Review, vol. 13, no 2,‎ mars 1904, p. 159-175 (17 pages) (lire en ligne),
- « Significance of the School of Education », The Elementary School Teacher, vol. 4, no 7,‎ mars 1904, p. 441-453 (13 pages) (lire en ligne),
- « The Realism of Pragmatism », The Journal of Philosophy, Psychology and Scientific Methods, vol. 2, no 12,‎ 8 juin 1905, p. 324-327 (4 pages) (lire en ligne),
- « The Postulate of Immediate Empiricism », The Journal of Philosophy, Psychology and Scientific Methods, vol. 2, no 15,‎ 20 juillet 1905, p. 393-399 (7 pages) (lire en ligne),
- « Immediate Empiricism », The Journal of Philosophy, Psychology and Scientific Methods, vol. 2, no 22,‎ 26 octobre 1905, p. 597-599 (3 pages) (lire en ligne),
- « The Knowledge Experience and Its Relationships », The Journal of Philosophy, Psychology and Scientific Methods, vol. 2, no 24,‎ 23 novembre 1905, p. 652-657 (6 pages) (lire en ligne),
- « The Knowledge Experience Again », The Journal of Philosophy, Psychology and Scientific Methods, vol. 2, no 26,‎ 21 décembre 1905, p. 707-711 (5 pages) (lire en ligne),
- « The Terms `Conscious' and `Consciousness' », The Journal of Philosophy, Psychology and Scientific Methods, vol. 3, no 2,‎ 18 janvier 1906, p. 39-41 (3 pages) (lire en ligne),
- « Beliefs and Realities », The Philosophical Review, vol. 15, no 2,‎ mars 1906, p. 113-129 (17 pages) (lire en ligne),
- « Reality as Experience », The Journal of Philosophy, Psychology and Scientific Methods, vol. 3, no 10,‎ 10 mai 1906, p. 253-257 (5 pages) (lire en ligne),
- « The Experimental Theory of Knowledge », Mind, vol. 15, no 59,‎ juillet 1906, p. 293-307 (15 pages) (lire en ligne),
- « Experience and Objective Idealism », The Philosophical Review, vol. 15, no 5,‎ septembre 1906, p. 465-481 (17 pages) (lire en ligne),
- « The Control of Ideas by Facts. I », The Journal of Philosophy, Psychology and Scientific Methods, vol. 4, no 8,‎ 11 avril 1907, p. 197-203 (7 pages) (lire en ligne),
- « The Control of Ideas by Facts. II », The Journal of Philosophy, Psychology and Scientific Methods, vol. 4, no 10,‎ 9 mai 1907, p. 253-259 (7 pages) (lire en ligne),
- « The Control of Ideas by Facts. III », The Journal of Philosophy, Psychology and Scientific Methods, vol. 4, no 12,‎ 6 juin 1907, p. 309-319 (11 pages) (lire en ligne),
- « Pure Experience and Reality: A Disclaimer », The Philosophical Review, vol. 16, no 4,‎ juillet 1907, p. 419-422 (4 pages) (lire en ligne)
- « Reality and the Criterion for the Truth of Ideas », Mind, vol. 16, no 63,‎ juillet 1907, p. 317-342 (26 pages) (lire en ligne ),
- « What Does Pragmatism Mean by Practical? », The Journal of Philosophy, Psychology and Scientific Methods, vol. 5, no 4,‎ 13 février 1908, p. 85-99 (15 pages) (lire en ligne),
- « The Logical Character of Ideas », The Journal of Philosophy, Psychology and Scientific Methods, vol. 5, no 14,‎ 2 juillet 1908, p. 375-381 (7 pages) (lire en ligne),
- « Objects, Data, and Existences: A Reply to Professor McGilvary », The Journal of Philosophy, Psychology and Scientific Methods, vol. 6, no 1,‎ 7 janvier 1909, p. 13-21 (9 pages) (lire en ligne),
- « The Dilemma of the Intellectualist Theory of Truth », The Journal of Philosophy, Psychology and Scientific Methods, vol. 6, no 16,‎ 5 août 1909, p. 433-434 (2 pages) (lire en ligne),

#### Années 1910-1919
- « Science as Subject-Matter and as Method », Science, New Series, vol. 31, no 787,‎ 28 janvier 1910, p. 121-127 (7 pages) (lire en ligne),
- « Valid Knowledge and the "Subjectivity of Experience" », The Journal of Philosophy, Psychology and Scientific Methods, vol. 7, no 7,‎ 31 mars 1910, p. 169-174 (6 pages) (lire en ligne),
- « Some Implications of Anti-Intellectualism », The Journal of Philosophy, Psychology and Scientific Methods, vol. 7, no 18,‎ 1er septembre 1910, p. 477-481 (5 pages) (lire en ligne),
- « William James », The Journal of Philosophy, Psychology and Scientific Methods, vol. 7, no 19,‎ 15 septembre 1910, p. 505-508 (4 pages) (lire en ligne),
- « The Short-Cut to Realism Examined », The Journal of Philosophy, Psychology and Scientific Methods, vol. 7, no 20,‎ 29 septembre 1910, p. 553-557 (5 pages) (lire en ligne),
- « Rejoinder to Dr. Spaulding », The Journal of Philosophy, Psychology and Scientific Methods, vol. 8, no 3,‎ 2 février 1911, p. 77-79 (3 pages) (lire en ligne),
- « Brief Studies in Realism. I », The Journal of Philosophy, Psychology and Scientific Methods, vol. 8, no 15,‎ 20 juillet 1911, p. 393-400 (8 pages) (lire en ligne),
- « Brief Studies in Realism. II », The Journal of Philosophy, Psychology and Scientific Methods, vol. 8, no 20,‎ 28 septembre 1911, p. 546-554 (9 pages) (lire en ligne),
- « A Reply to Professor Royce's Critique of Instrumentalism », The Philosophical Review, vol. 21, no 1,‎ janvier 1912, p. 69-81 (13 pages) (lire en ligne),
- « A Reply to Professor McGilvary's Questions », The Journal of Philosophy, Psychology and Scientific Methods, vol. 9, no 1,‎ 4 janvier 1912, p. 19-21 (3 pages) (lire en ligne),
- « In Response to Professor McGilvary », The Journal of Philosophy, Psychology and Scientific Methods, vol. 9, no 20,‎ 26 septembre 1912, p. 544-548 (5 pages) (lire en ligne),
- « Perception and Organic Action », The Journal of Philosophy, Psychology and Scientific Methods, vol. 9, no 24,‎ 21 novembre 1912, p. 645-668 (24 pages) (lire en ligne),
- « The Problem of Values », The Journal of Philosophy, Psychology and Scientific Methods, vol. 10, no 10,‎ 8 mai 1913, p. 268-269 (2 pages) (lire en ligne),
- « Psychological Doctrine and Philosophical Teaching », The Journal of Philosophy, Psychology and Scientific Methods, vol. 11, no 19,‎ 10 septembre 1914, p. 505-511 (7 pages) (lire en ligne),
- « Nature and Reason in Law », International Journal of Ethics, vol. 25, no 1,‎ octobre 1914, p. 25-32 (8 pages) (lire en ligne),
- « Introductory Address », Science, New Series, vol. 41, no 1048,‎ 29 janvier 1915, p. 147-151 (5 pages) (lire en ligne),
- « The Subject-Matter of Metaphysical Inquiry », The Journal of Philosophy, Psychology and Scientific Methods, vol. 12, no 13,‎ 24 juin 1915, p. 337-345 (9 pages) (lire en ligne),
- « The Existence of the World as a Problem », The Philosophical Review, vol. 24, no 4,‎ juillet 1915, p. 357-370 (14 pages) (lire en ligne),
- « The Logic of Judgments of Practise », The Journal of Philosophy, Psychology and Scientific Methods, vol. 12, no 19,‎ 16 septembre 1915, p. 505-523 (19 pages) (lire en ligne),
- « The Logic of Judgments of Practise (suite) », The Journal of Philosophy, Psychology and Scientific Methods, vol. 12, no 20,‎ 30 septembre 1915, p. 533-543 (11 pages) (lire en ligne),
- « Address of the President: Delivered at the Annual Meeting of the Association: December 31, 1915 », Bulletin of the American Association of University Professors (1915-1955), vol. 1, no 1,‎ décembre 1915, p. 7-13 (6 pages) (lire en ligne),
- « Force and Coercion », International Journal of Ethics, vol. 26, no 3,‎ avril 1916, p. 359-367 (9 pages) (lire en ligne),
- « Progress », International Journal of Ethics, vol. 26, no 3,‎ avril 1916, p. 311-322 (12 pages) (lire en ligne),
- « Voluntarism in the Roycean Philosophy », The Philosophical Review, vol. 25, no 3,‎ mai 1916, p. 245-254 (10 pages) (lire en ligne),
- « Nationalizing Education », The Journal of Education, vol. 84, no 16,‎ 2 novembre 1916, p. 425-428 (4 pages) (lire en ligne),
- « The Pragmatism of Peirce », The Journal of Philosophy, Psychology and Scientific Methods, vol. 13, no 26,‎ 21 décembre 1916, p. 709-715 (7 pages) (lire en ligne),
- « The Concept of the Neutral in Recent Epistemology », The Journal of Philosophy, Psychology and Scientific Methods, vol. 14, no 6,‎ 15 mars 1917, p. 161-163 (3 pages) (lire en ligne),
- « Concerning Novelties in Logic: A Reply to Mr. Robinson », The Journal of Philosophy, Psychology and Scientific Methods, vol. 14, no 9,‎ 26 avril 1917, p. 237-245 (9 pages) (lire en ligne),
- « Duality and Dualism », The Journal of Philosophy, Psychology and Scientific Methods, vol. 14, no 18,‎ 30 août 1917, p. 491-493 (3 pages) (lire en ligne),
- « Concerning Alleged Immediate Knowledge of Mind », The Journal of Philosophy, Psychology and Scientific Methods, vol. 15, no 2,‎ 17 janvier 1918, p. 29-35 (7 pages) (lire en ligne),
- « Internal Social Reorganization after the War », The Journal of Race Development, vol. 8, no 4,‎ avril 1918, p. 385-400 (16 pages) (lire en ligne),
- « The Objects of Valuation », The Journal of Philosophy, Psychology and Scientific Methods, vol. 15, no 10,‎ 9 mai 1918, p. 253-258 (6 pages) (lire en ligne),
- « Vocational Education in the Light of the World War », The Journal of Education, vol. 88, no 24,‎ 26 décembre 1918, p. 647-648 (2 pages) (lire en ligne),
- « Professional Organization of Teachers », The Journal of Education, vol. 90, no 16,‎ 30 octobre 1919, p. 428 (1 page) (lire en ligne),

#### Années 1920-1929
- « Classicism as an Evangel », The Journal of Philosophy, vol. 18, no 24,‎ 24 novembre 1921, p. 664-666 (3 pages) (lire en ligne),
- « Knowledge and Speech Reaction », The Journal of Philosophy, vol. 19, no 21,‎ 12 octobre 1922, p. 561-570 (10 pages) (lire en ligne),
- (fr) « Le développement du pragmatisme américain », Revue de Métaphysique et de Morale, vol. 29, no 4,‎ octobre - décembre 1922, p. 411-430 (20 pages) (lire en ligne ),
- « Ethics and International Relations », Foreign Affairs, vol. 1, no 3,‎ 15 mars 1923, p. 85-95 (11 pages) (lire en ligne),
- « Tradition, Metaphysics, and Morals », The Journal of Philosophy, vol. 20, no 7,‎ 29 mars 1923, p. 187-192 (6 pages) (lire en ligne),
- « The School as a Means of Developing a Social Consciousness and Social Ideals in Children », The Journal of Social Forces, vol. 1, no 5,‎ septembre 1923, p. 513-517 (5 pages) (lire en ligne),
- « Values, Liking, and Thought », The Journal of Philosophy, vol. 20, no 23,‎ 8 novembre 1923, p. 617-622 (6 pages) (lire en ligne),
- « Culture and Professionalism in Education », Bulletin of the American Association of University Professors (1915-1955), vol. 9, no 8,‎ décembre 1923, p. 51-53 (3 pages) (lire en ligne),
- « Some Comments on Philosophical Discussion », The Journal of Philosophy, vol. 21, no 8,‎ 10 avril 1924, p. 197-209 (13 pages) (lire en ligne),
- « Logical Method and Law », The Philosophical Review, vol. 33, no 6,‎ novembre 1924, p. 560-572 (13 pages) (lire en ligne),
- « The Meaning of Value », The Journal of Philosophy, vol. 22, no 5,‎ 26 février 1925, p. 126-133 (8 pages) (lire en ligne),
- « Value, Objective Reference and Criticism », The Philosophical Review, vol. 34, no 4,‎ juillet 1925, p. 313-332 (20 pages) (lire en ligne),
- « The Naturalistic Theory of Perception by the Senses », The Journal of Philosophy, vol. 22, no 22,‎ 22 octobre 1925, p. 596-605 (10 pages) (lire en ligne),
- « Substance, Power and Quality in Locke », The Philosophical Review, vol. 35, no 1,‎ janvier 1926, p. 22-38 (17 pages) (lire en ligne),
- « The Historic Background of Corporate Legal Personality », The Yale Law Journal,, vol. 35, no 6,‎ avril 1926, p. 655-673 (19 pages) (lire en ligne),
- « Events and the Future », The Journal of Philosophy, vol. 23, no 10,‎ 13 mai 1926, p. 253-258 (6 pages) (lire en ligne),
- « My Pedagogic Creed », The Journal of Education, vol. 104, no 21,‎ 6 décembre 1926, p. 542 (1 page) (lire en ligne),
- « The Rôle of Philosophy in the History of Civilization », The Philosophical Review, vol. 36, no 1,‎ janvier 1927, p. 1-9 (9 pages) (lire en ligne),
- « "Half-Hearted Naturalism" », The Journal of Philosophy, vol. 24, no 3,‎ 3 février 1927, p. 57-64 (8 pages) (lire en ligne),
- « An Empirical Account of Appearance », The Journal of Philosophy, vol. 24, no 17,‎ 18 août 1927, p. 449-463 (15 pages) (lire en ligne),
- « Social as a Category », The Monist, vol. 38, no 2,‎ avril 1928, p. 161-177 (17 pages) (lire en ligne),
- « Intervention a Challenge to Nationalism », Current History (1916-1940), vol. 28, no 2,‎ mai 1928, p. 212-213 (2 pages) (lire en ligne ),
- « Meaning and Existence », The Journal of Philosophy, vol. 25, no 13,‎ 21 juillet 1928, p. 345-353 (9 pages) (lire en ligne),
- « The Sphere of Application of the Excluded Middle », The Journal of Philosophy, vol. 26, no 26,‎ 19 décembre 1929, p. 701-705 (5 pages) (lire en ligne ),

#### Années 1930-1939
- « The Applicability of Logic to Existence », The Journal of Philosophy, vol. 27, no 7,‎ 27 mars 1930, p. 174-179 (6 pages) (lire en ligne ),
- « An Interpretation of the Conflict », Current History (1916-1940), vol. 32, no 1,‎ avril 1930, p. 31-36 (6 pages) (lire en ligne ),
- « In Reply to Some Criticisms », The Journal of Philosophy, vol. 27, no 10,‎ 8 mai 1930, p. 271-277 (7 pages) (lire en ligne ),
- « George Herbert Mead », The Journal of Philosophy, vol. 28, no 12,‎ 4 juin 1931, p. 309-314 (6 pages) (lire en ligne ),
- « The Responsibility of the Teacher in the Present Crisis », Bulletin of the American Association of University Professors (1915-1955), vol. 19, no 5,‎ mai 1933, p. 318-319 (2 pages) (lire en ligne ),
- « Why Have Progressive Schools? », Current History (1916-1940), vol. 38, no 4,‎ juillet 1933, p. 441-448 (8 pages) (lire en ligne ),
- « Science Must Heal Wounds Made by Applied Science », The Science News-Letter, vol. 25, no 666,‎ 13 janvier 1934, p. 23+30 (2 pages) (lire en ligne ),
- « The Supreme Intellectual Obligation », Science, New Series, vol. 79, no 2046,‎ 16 mars 1934, p. 240-243 (4 pages) (lire en ligne ),
- « Meaning, Assertion and Proposal », Philosophy of Science, vol. 1, no 2,‎ avril 1934, p. 237-238 (2 pages) (lire en ligne ),
- « The Supreme Intellectual Obligation », Bulletin of the American Association of University Professors (1915-1955), vol. 20, no 5,‎ mai 1934, p. 306-309 (4 pages) (lire en ligne ),
- « The Future of Liberalism », The Journal of Philosophy, vol. 32, no 9,‎ 25 avril 1935, p. 225-230 (6 pages) (lire en ligne ),
- « The Future of Liberalism », Bulletin of the American Association of University Professors (1915-1955), vol. 21, no 5,‎ mai 1935, p. 415-417 (3 pages) (lire en ligne )
- « Peirce's Theory of Quality », The Journal of Philosophy, vol. 32, no 26,‎ 19 décembre 1935, p. 701-708 (8 pages) (lire en ligne ),
- « Whitehead's Philosophy », Proceedings and Addresses of the American Philosophical Association, vol. 10,‎ 1936, p. 170-177 (8 pages) (lire en ligne ),
- « Characteristics and Characters: Kinds and Classes », The Journal of Philosophy, vol. 33, no 10,‎ 7 mai 1936, p. 253-261 (9 pages) (lire en ligne ),
- « What are Universals? », The Journal of Philosophy, vol. 33, no 11,‎ 21 mai 1936, p. 281-288 (8 pages) (lire en ligne ),
- « One Current Religious Problem », The Journal of Philosophy, vol. 33, no 12,‎ 4 juin 1936, p. 324-326 (3 pages) (lire en ligne ),
- « General Propositions, Kinds, and Classes », The Journal of Philosophy, vol. 33, no 25,‎ 3 décembre 1936, p. 673-680 (8 pages) (lire en ligne ),
- « Whitehead's Philosophy », The Philosophical Review, vol. 46, no 2,‎ mars 1937, p. 170-177 (8 pages) (lire en ligne ),
- « Education and Social Change », Bulletin of the American Association of University Professors (1915-1955), vol. 23, no 6,‎ octobre 1937, p. 472-474 (3 pages) (lire en ligne ),
- « What Is Social Study? », The Modern Language Journal, vol. 23, no 3,‎ décembre 1938, p. 219 (1 page) (lire en ligne ),
- « Editorial: Higher Learning and War », Bulletin of the American Association of University Professors (1915-1955), vol. 25, no 5,‎ décembre 1939, p. 613-614 (2 pages) (lire en ligne ),

#### Années 1940-1952
- « Nature in Experience », The Philosophical Review, vol. 49, no 2,‎ mars 1940, p. 244-258 (15 pages) (lire en ligne ),
- « The Vanishing Subject in the Psychology of James », The Journal of Philosophy, vol. 37, no 22,‎ 24 octobre 1940, p. 589-599 (11 pages) (lire en ligne ),
- « Thomas Jefferson and the Democratic Faith », The Virginia Quarterly Review, vol. 16, no 1,‎ hiver 1940, p. 1-13 (13 pages) (lire en ligne ),
- « Science and Democracy », The Scientific Monthly, vol. 52, no 1,‎ janvier 1941, p. 55 (1 page) (lire en ligne ),
- « Propositions, Warranted Assertibility, and Truth », The Journal of Philosophy, vol. 38, no 7,‎ 27 mars 1941, p. 169-186 (18 pages) (lire en ligne ),
- « James Marsh and American Philosophy », Journal of the History of Ideas, vol. 2, no 2,‎ avril 1941, p. 131-150 (20 pages) (lire en ligne ),
- « The Objectivism-Subjectivism of Modern Philosophy », The Journal of Philosophy, vol. 38, no 20,‎ 25 septembre 1941, p. 533-542 (10 pages) (lire en ligne ),
- « How is Mind to be Known? », The Journal of Philosophy, vol. 39, no 2,‎ 15 janvier 1942, p. 29-35 (7 pages) (lire en ligne ),
- « Inquiry and Indeterminateness of Situations », The Journal of Philosophy, vol. 39, no 11,‎ 21 mai 1942, p. 290-296 (7 pages) (lire en ligne ),
- « The Ambiguity of "Intrinsic Good" », The Journal of Philosophy, vol. 39, no 12,‎ 4 juin 1942, p. 328-330 (3 pages) (lire en ligne ),
- « Valuation Judgments and Immediate Quality », The Journal of Philosophy, vol. 40, no 12,‎ 10 juin 1943, p. 309-317 (9 pages) (lire en ligne ),
- « Further as to Valuation as Judgment », The Journal of Philosophy, vol. 40, no 20,‎ 30 septembre 1943, p. 543-552 (10 pages) (lire en ligne ),
- « By Nature and by Art », The Journal of Philosophy, vol. 41, no 11,‎ 25 mai 1944, p. 281-292 (12 pages) (lire en ligne ),
- « The Democratic Faith and Education », The Antioch Review, vol. 4, no 2,‎ été 1944, p. 274-283 (10 pages) (lire en ligne ),
- « Some Questions about Value », The Journal of Philosophy, vol. 41, no 17,‎ 17 août 1944, p. 449-455 (7 pages) (lire en ligne ),
- « The Problem of the Liberal Arts College », The American Scholar, vol. 13, no 4,‎ automne 1944, p. 391-393 (3 pages) (lire en ligne ),
- John Dewey et Arthur F. Bentley, « A Terminology for Knowings and Knowns », The Journal of Philosophy, vol. 42, no 9,‎ 26 avril 1945, p. 225-247 (23 pages) (lire en ligne ),
- John Dewey, Sidney Hook et Ernest Nagel, « Are Naturalists Materialists? », The Journal of Philosophy, vol. 42, no 19,‎ 13 septembre 1945, p. 515-530 (16 pages) (lire en ligne ),
- John Dewey et Arthur F. Bentley, « Postulations », The Journal of Philosophy, vol. 42, no 24,‎ 22 novembre 1945, p. 645-662 (18 pages) (lire en ligne ),
- « Ethical Subject-Matter and Language », The Journal of Philosophy, vol. 42, no 26,‎ 20 décembre 1945, p. 701-712 (12 pages) (lire en ligne ),
- « Peirce's Theory of Linguistic Signs, Thought, and Meaning », The Journal of Philosophy, vol. 43, no 4,‎ 14 février 1946, p. 85-95 (11 pages) (lire en ligne ),
- John Dewey et Arthur F. Bentley, « Interaction and Transaction », The Journal of Philosophy, vol. 43, no 19,‎ 12 septembre 1946, p. 505-517 (13 pages) (lire en ligne ),
- John Dewey et Arthur F. Bentley, « Transactions as Known and Named », The Journal of Philosophy, vol. 43, no 20,‎ 26 septembre 1946, p. 533-551 (19 pages) (lire en ligne ),
- John Dewey et Arthur F. Bentley, « Specification », The Journal of Philosophy, vol. 43, no 24,‎ 21 novembre 1946, p. 645-663 (19 pages) (lire en ligne ),
- John Dewey et Arthur F. Bentley, « "Definition" », The Journal of Philosophy, vol. 44, no 11,‎ 22 mai 1947, p. 281-306 (26 pages) (lire en ligne ),
- John Dewey et Arthur F. Bentley, « Concerning a Vocabulary for Inquiry into Knowledge », The Journal of Philosophy, vol. 44, no 16,‎ 31 juillet 1947, p. 421-434 (14 pages) (lire en ligne ),
- « A Comment on the Foregoing Criticisms », The Journal of Aesthetics and Art Criticism, vol. 6, no 3,‎ mars 1948, p. 207-209 (3 pages) (lire en ligne ),
- « Common Sense and Science: Their Respective Frames of Reference », The Journal of Philosophy, vol. 45, no 8,‎ 8 avril 1948, p. 197-208 (12 pages) (lire en ligne ),
- John Dewey et Albert G. A. Balz, « A Letter to Mr. Dewey Concerning John Dewey's Doctrine of Possibility, Published Together with His Reply », The Journal of Philosophy, vol. 46, no 11,‎ 26 mai 1949, p. 313-342 (30 pages) (lire en ligne ),
- « Experience and Existence: A Comment », Philosophy and Phenomenological Research, vol. 9, no 4,‎ juin 1949, p. 709-713 (5 pages) (lire en ligne ),
- « Aesthetic Experience as a Primary Phase and as an Artistic Development », The Journal of Aesthetics and Art Criticism, vol. 9, no 1,‎ septembre 1950, p. 56-58 (3 pages) (lire en ligne ),
- « National Interest », Art Education, vol. 6, no 3,‎ mars 1953, p. 14-15 (2 pages) (lire en ligne )

#### À titres posthumes
- « Evolution and Ethics », The Scientific Monthly, vol. 78, no 2,‎ février 1954, p. 57-66 (10 pages) (lire en ligne ),
- « On Industrial Education », Curriculum Inquiry, vol. 7, no 1,‎ printemps 1977, p. 53-60 (8 pages) (lire en ligne ),
- « Education and Democracy in the World of Today (1938) », Schools: Studies in Education, vol. 9, no 1,‎ printemps 2012, p. 96-100 (5 pages) (lire en ligne )

#### Center for Dewey Studies
Le Center for Dewey Studies de la Southern Illinois University a rassemblé les écrits de John Dewey en trois séries d'ouvrages : The Early Works, The Middle Works et The Later Works (premiers, intermédiaires et derniers travaux). La collection est publiée par la Southern Illinois University Press (SIU Press) sous la direction de Jo Ann Boydston, qui a aussi été la directrice du Center for Dewey Studies. Depuis 2014 une antenne française du Center for Dewey Studies a été créée. Elle est hébergée à l'Institut Marcel Mauss.

### Citations originales
1. ↑  « Dewey's approach understood thought genetically, as the product of the interaction between organism end environnement, and knowledge as having pratical instumentality in the guidance and control of that interaction. »
2. ↑  (en) « Liberalism knows that an individual is nothing fixed, given ready-made. It is something achieved, and achieved not in isolation but with the aid and support of conditions, cultural and physical : -including in « cultural », economic, legal and political institutions as well as science and art »